# Weststadt (Heidelberg)
Der Heidelberger Stadtteil Weststadt entstand weitgehend im 19. Jahrhundert mit der Gründung der Großherzoglichen Badischen Staatseisenbahn und der Errichtung des Badischen Bahnhofs 1840 an der Rohrbacher Straße 4–8, am westlichen Rand der Altstadt. Mit der Vorlage eines Bebauungsplans 1872 wurde der sog. „Rohrbacher Baubezirk“ offiziell als Baugelände durch den Heidelberger Stadtrat genehmigt. Zu den wenigen bereits existierenden Straßen gehörten die Römerstraße, die Rohrbacher Straße und die Gaisbergstraße.
Begünstigt durch die Nähe zum Badischen Bahnhof entwickelte ab 1870 sowohl ein expansives Wohngebiet als auch ein wichtiges Industriequartier, wie z. B. die Waggonfabrik Fuchs. Durch die Ansiedelung mehrerer luxuriöser Hotels (Grand Hotel Schrieder, Heidelberger Hof, Baierischer Hof Heidelberg) an der Rohrbacher Straße wuchs zudem der Fremdenverkehr sprunghaft an.
Ein reicher Bestand an denkmalgeschützten Villen, begrünten Innenhöfen und altem Baumbestand machen die Weststadt im Kernbereich bis heute zu einem der begehrtesten Wohnviertel Heidelbergs.
Bewohnt wird der Stadtteil heute von rund 12.600 Menschen. Er umfasst etwa 110 Hektar, davon sind 82 Prozent überbaut.

## Von der Bahn geprägt
Die Weststadt ist von ihren Anfängen an bis heute ein vom Eisenbahnwesen geprägter Stadtteil, der mit Errichtung des Badischen Bahnhofs 1840 an der Rohrbacher Straße 10 begann und mit der Ansiedelung der Waggonfabrik Fuchs zwischen Bahnhof- und Blumenstrasse im April 1862 einen ersten bedeutenden wirtschaftlichen Aufschwung erfuhr. Gründer des Unternehmens war der Kutschenbauer Heinrich Fuchs (1820–1884), ein gebürtiger Hoffenheimer. Sowohl Eisenbahnwaggons als auch Brückenkonstruktionen umfassten anfangs das Lieferprogramm, später auch Triebwagen. Mit das bekannteste Produkt aus dem Hause Fuchs war der Gläserne Zug (DR-Baureihe ET 91) aus dem Jahr 1935. Bekannt und beliebt waren darüber hinaus die von der Firma Fuchs produzierten Verbandswagen, die auch bei der Heidelberger Straßenbahn in größerer Stückzahl zum Einsatz kamen.
In den 1890er Jahren prosperierte das Unternehmen unter seinem Sohn Carl Heinrich Fuchs (1849–1905). Auf dem Werksgelände beiderseits der heutigen Goethestraße und südlich der Blumenstraße entstanden Jahr um Jahr neue Werkshallen. 1895 verlegte die Badische Staatsbahn auf eigene Kosten eine handbetriebene Drehscheibe, über die die Waggons aus dem Werk quer über die Bahnhofstraße auf die Anschlussgleise am Bahnhof aufgesetzt wurden. Im Juli 1897 genehmigte der Heidelberger Stadtrat weitere Wagenhallen an der Häusserstraße sowie im Oktober in der Landhausstraße.
Der fortschreitende Ausbau des alten Kopfbahnhofs und seines Gleisvorfelds veränderte auch die Weststadter Straßennamen. So wurde die Kleine Speyerer Straße zwischen Belfortstraße und Ringstraße ab 1904 in Kaiserstraße umbenannt. Zeitgleich wurde die Kronprinzenstrasse zur Dantestrasse.
Heidelberg als Verkehrsknotenpunkt für die Strecken in den Süden des Rheintals, in nördlicher Richtung nach Frankfurt a. M. (Main-Neckar-Bahn) sowie nach Osten in den Odenwald (Odenwaldbahn), ermöglichten ab 1895 große Verkehrsströme sowohl für Güter als auch Menschen. So zog der Bahnhof in der neu gegründeten Weststadt zahlreiche wohlhabende Bürger an, die entweder als Touristen kamen oder je nach Gefallen sich einen eigenen Wohnsitz im Rohrbacher Baubezirk gönnten. Mit der weiteren Zunahme des Bahnverkehrs und seiner technischen Fortentwicklung schlug die anfängliche Euphorie für den Stadtteil ins Gegenteil um. Bereits 1901 wurde versucht, den innerstädtischen Bahnhof und seine angegliederte Industrie aus dem Stadtteil zu verdrängen. Somit entstanden schon damals erste Überlegungen zur Bahnhofsverlegung an die Lessingstraße (heute: Willy-Brandt-Platz). Die beiden Weltkriege in der nachfolgenden Zeit verhinderten jedoch deren Umsetzung.

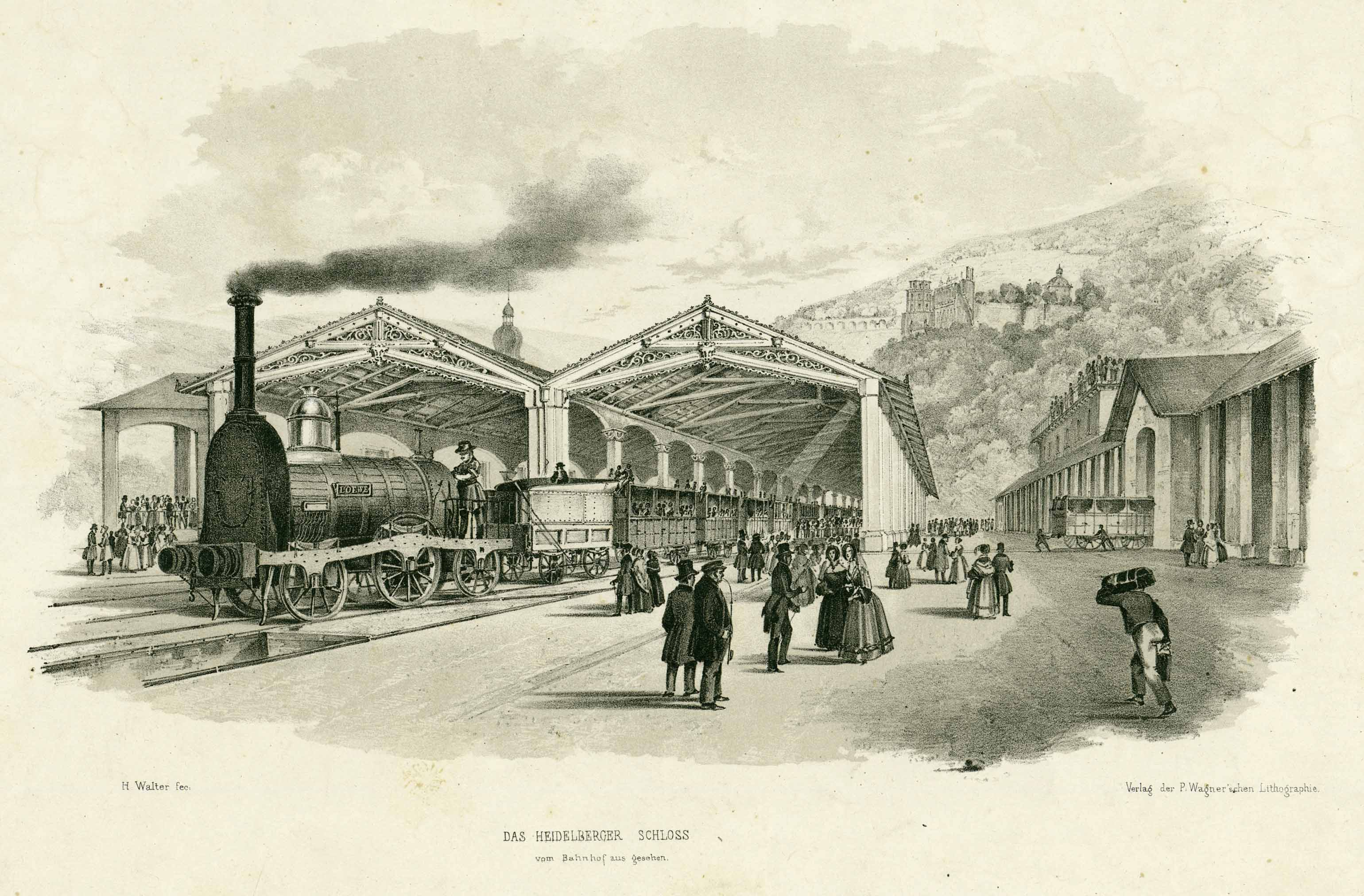
Badischer Bahnhof (Bf) mit Wagen- und Werkshallen an der Bahnhofstrasse um 1850
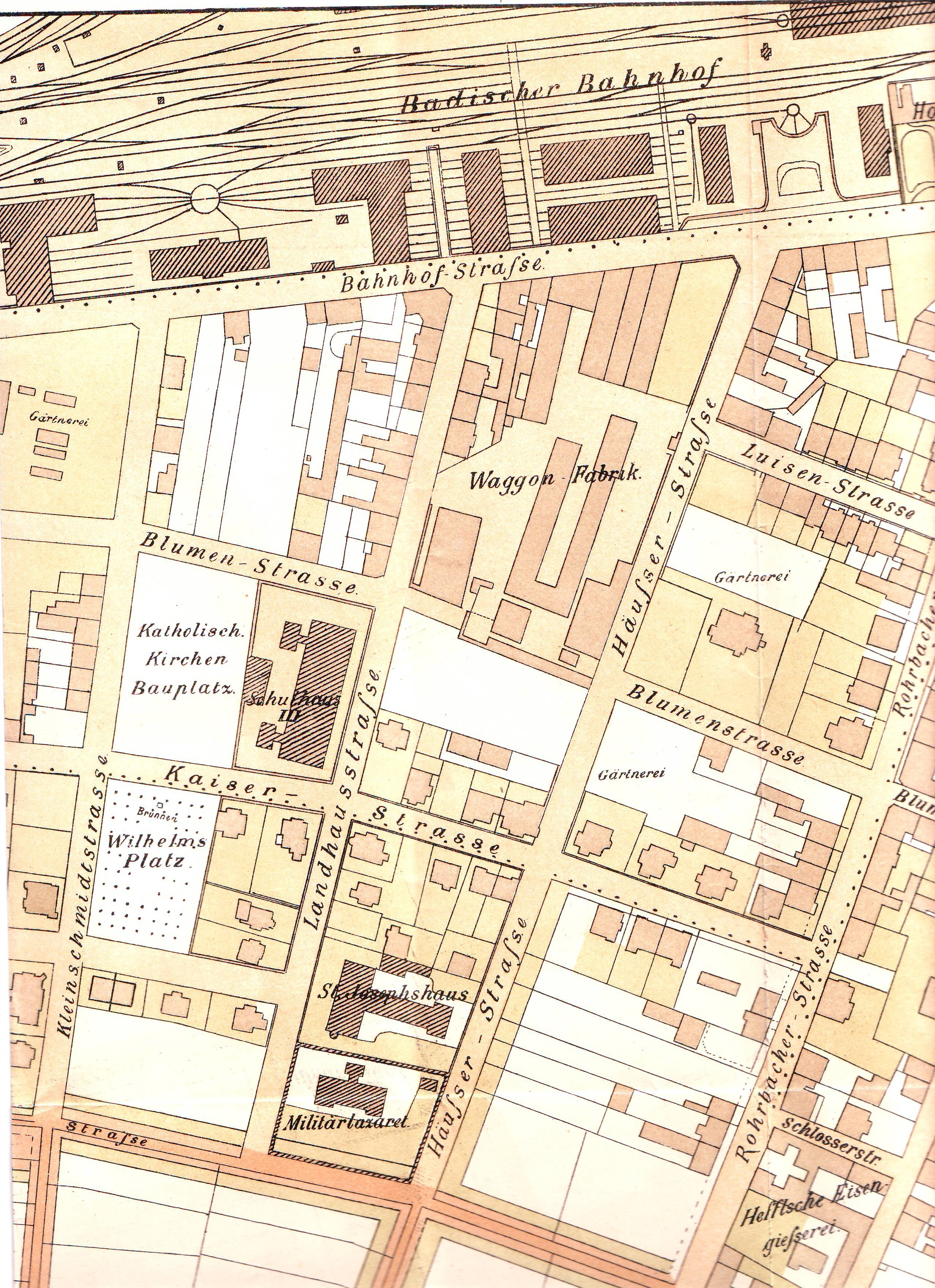
Der „Rohrbacher Baubezirk“  am Badischen Bf um 1900
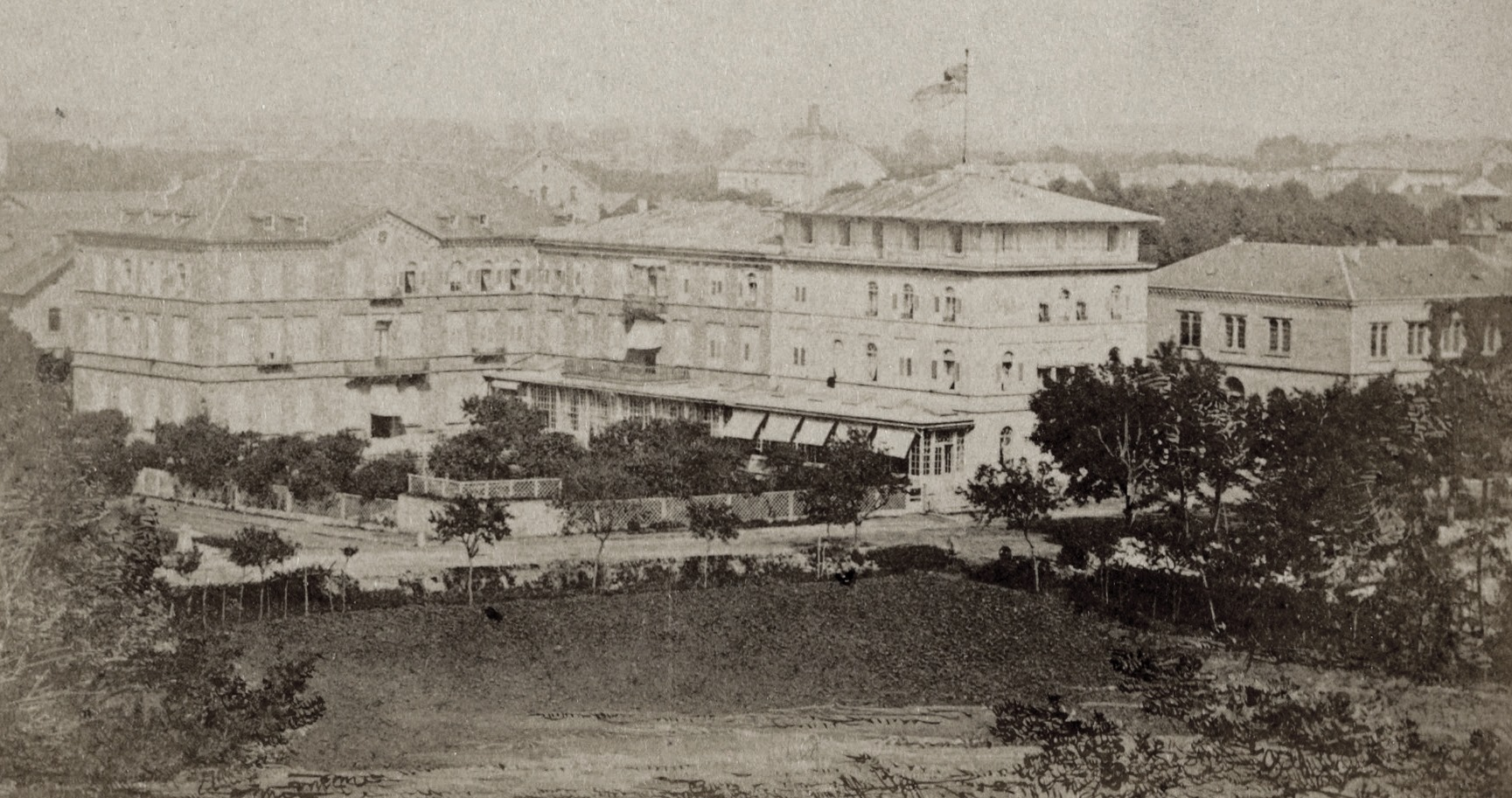
Grand Hotel Schrieder am Badischen Bf (Aufn. um 1855)
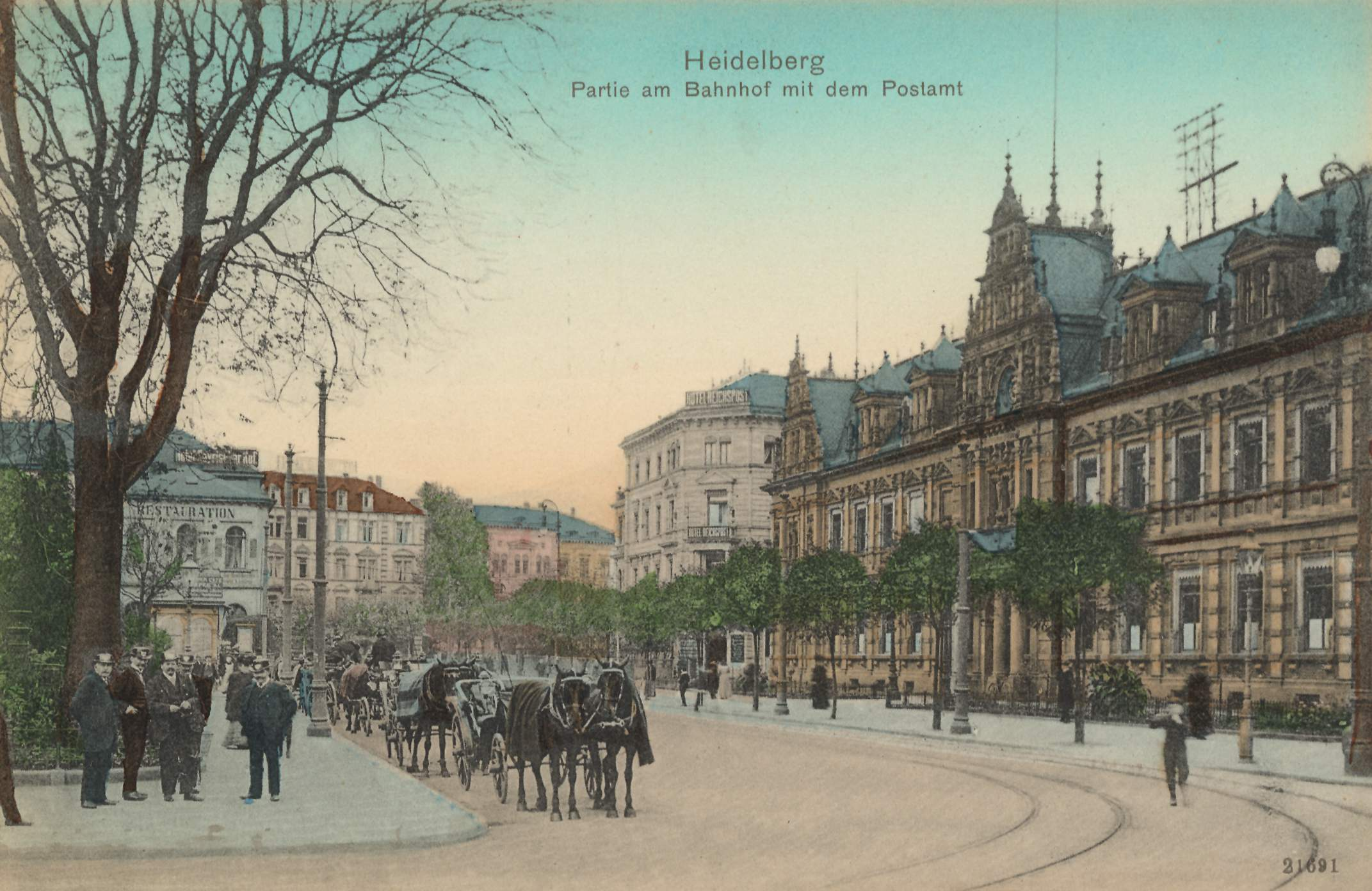
Badischer Bf mit Droschken und Großherzoglichem Postamt an der Rohrbacher Straße 3 (Aufn. 1907)
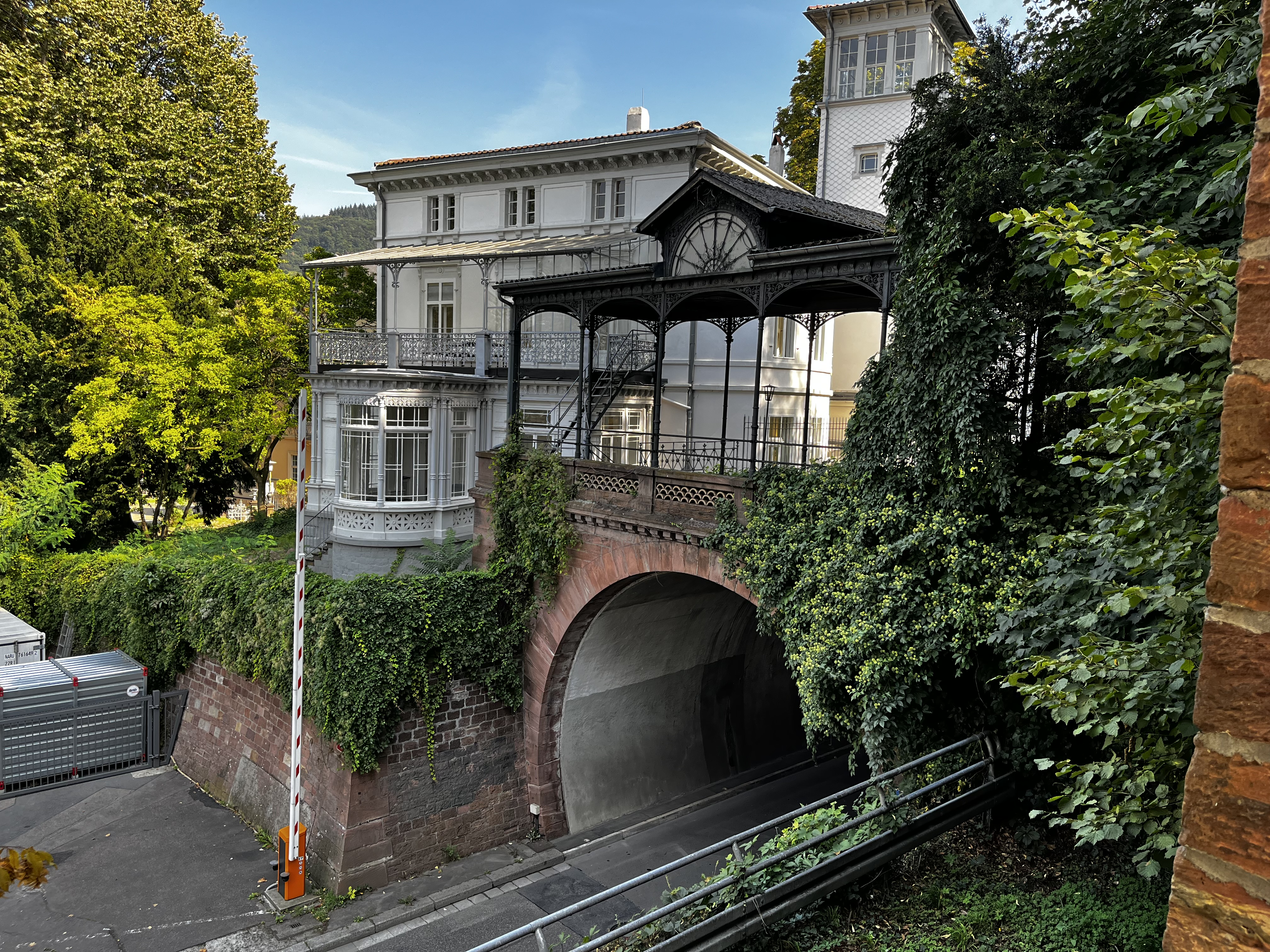
Gaisbergtunnel (Westportal), bis 1955 in Betrieb, heute Straßentunnel
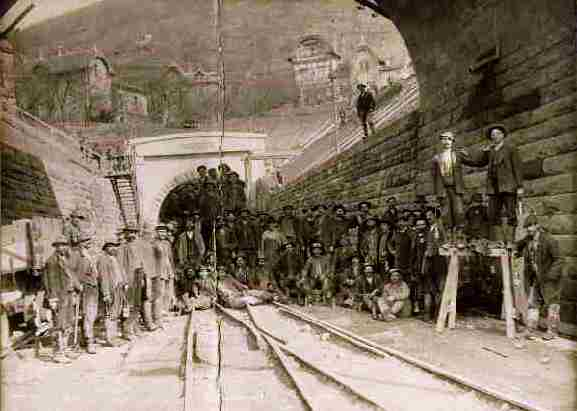
Königstuhltunnel am Steigerweg/ Hasenbühlerweg (Aufn. 1911)
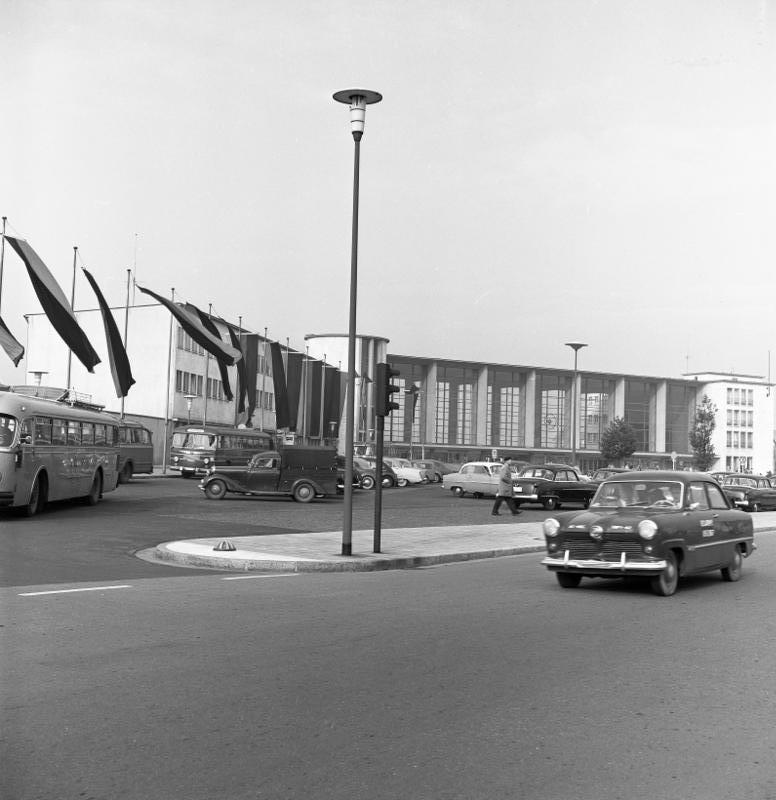
Der neue Hauptbahnhof an der Lessingstraße am Rande der Weststadt (Aufn. 1957)

Somit eröffnete erst am 5. Mai 1955 der neue Hauptbahnhof der damaligen Deutschen Bundesbahn im Westen der Stadt. Bis heute ist diese Einrichtung der wichtigste strukturelle Beitrag des Stadtteils zur Gesamtstadt. Zur Einweihung erschien Bundespräsident Theodor Heuss (1949 bis 1959) persönlich. Als ehemaliger Einwohner Heidelbergs und Mitbegründer der Rhein-Neckar-Zeitung kannte der liberale Politiker die langwierige Entstehungsgeschichte des neuen Bauwerks nur allzu gut.
Die öffentliche Meinung zur Architektur des neuen Bahnhofs war gespalten. Vom „Glaskasten der Unnahbarkeit“ bis zu „Eleganz und Leichtigkeit“ reichte das Meinungsbild der Heidelberger. Die Einwohnerschaft der Weststadt war für die Verlegung des Bahnhofs dankbar. Waren doch die Lärm- und Luftemissionen durch den gestiegenen Zugverkehr mit den lauten Dampf- und Diesellokomotiven in den Nachkriegsjahren massiv angestiegen, insbesondere bei den Rangierarbeiten in den späten Abendstunden. Nach Stilllegung des Badischen Bahnhofs 1955 wurden die innerstädtischen Bahngleise mit ihren komplexen Weichen- und Signalanlagen sowie der „Eiserne Steg“ (Fußgängerbrücke) am Römerkreisel rasch entfernt. Nach einjähriger Bauzeit konnten die Flächen 1956 am Römerkreis und der Kurfürstenanlage für den Straßenverkehr frei gegeben werden. Verkehrstechnisch war dies ein wichtiger Schritt für die aufstrebende Weststadt der 1960er Jahre. Der Abriss der alten, soliden Bahnhofsgebäude dagegen sind aus heutiger Sicht des Denkmalschutzes ein Unding.
Bis 1989 begrenzte den südlichen Rand der Weststadt eine weitere Gleistrasse, die als Abzweig vor dem Königstuhl-Tunnel zum ehemaligen Bahnbetriebswerk am Ochsenkopf führte. Hier fielen am 19. März 1945 zum Ende des Zweiten Weltkriegs Bomben alliierter Streitkräfte auf Heidelberg. Die Sprengkörper verfehlten die Bahnanlagen und stürzen dafür in Wohngebäude der Mittermaierstraße 27 und der Alten-Eppelheimer-Straße 48. Insgesamt kamen sieben Menschen ums Leben.
1989 wurde das Bahnbetriebswerk sowie die Gleisanlagen des Rangier- und Güterbahnhofs stillgelegt und anschließend rückgebaut (heutiges Gelände der Heidelberger Bahnstadt). Unter der Rohrbacher Straße, am angrenzenden Bergfriedhof, verläuft seit 1912 die Neckartalbahn, die zwischen Steigerweg und Karlstor in den ca. 2,5 km langen Königstuhltunnel weiterführt. Der 1911 erbaute Tunnel ist heute noch in Betrieb (Stand: 2023). 2015 wurde das Bauwerk für 28 Mio. € saniert.
Auch beim Nahverkehr war die Weststadt schon früh gut aufgestellt. So verkehrte ab 1886 eine Pferdebahnlinie mit der Spurweite von 100 cm vom Vorplatz des Badischen Bahnhofs durch die Rohrbacher Straße bis zur damaligen Endhaltestelle Alois-Link-Platz am Bergfriedhof. Im Juli 1901 folgte die Eröffnung der von der Deutschen Eisenbahngesellschaft AG in Frankfurt erbauten elektrischen Straßenbahnlinie. Sie verkehrte von der Weststadt  über Rohrbach-Leimen-Nußloch bis nach Wiesloch (Offizieller Baubeginn am 1. August 1900; Streckenlänge 13 km). Zwischen dem Badischen Bahnhof und dem Bergfriedhof wurden anfangs die Gleise der Pferdebahn noch mitbenutzt. Ihren ersten spektakulären Unfall erlebte die neue Straßenbahn am 1. Oktober 1901. Dabei stieß ein elektrischer Triebwagen auf Höhe des Bergfriedhofs mit einem Leichenwagen zusammen.

## Bebauung, Historie
Die Entwicklung der Weststadt zu einem repräsentativen, gründerzeitlichen Vorstadtquartier steht in engem Zusammenhang mit der städtebaulichen Ausdehnung Heidelbergs entlang der damaligen Rohrbacher Straße (syn. Rohrbacher Chaussee). Die Rohrbacher Straße schneidet hier in Nord-Süd-Richtung den bergwärtigen Teil der Hangbebauung des Gaisbergs, mit den Straßen Gaisbergstraße, Bunsenstraße (ehemals Kriegstraße), Steigerweg, Hutzelwaldweg und Oberer Gaisbergweg, von der übrigen topografisch tieferliegenden Weststadt ab.
Aufgrund der geringen Kriegsschäden besteht die Bausubstanz der historischen Weststadt bis heute aus großzügigen Villen im Landhaus-Stil sowie aus zahlreichen denkmalgeschützten drei- bis fünfstöckigen Mehrfamilienhäusern. Die meisten Gebäude sind vor 1910 erbaut und in gutem, gepflegten Zustand.

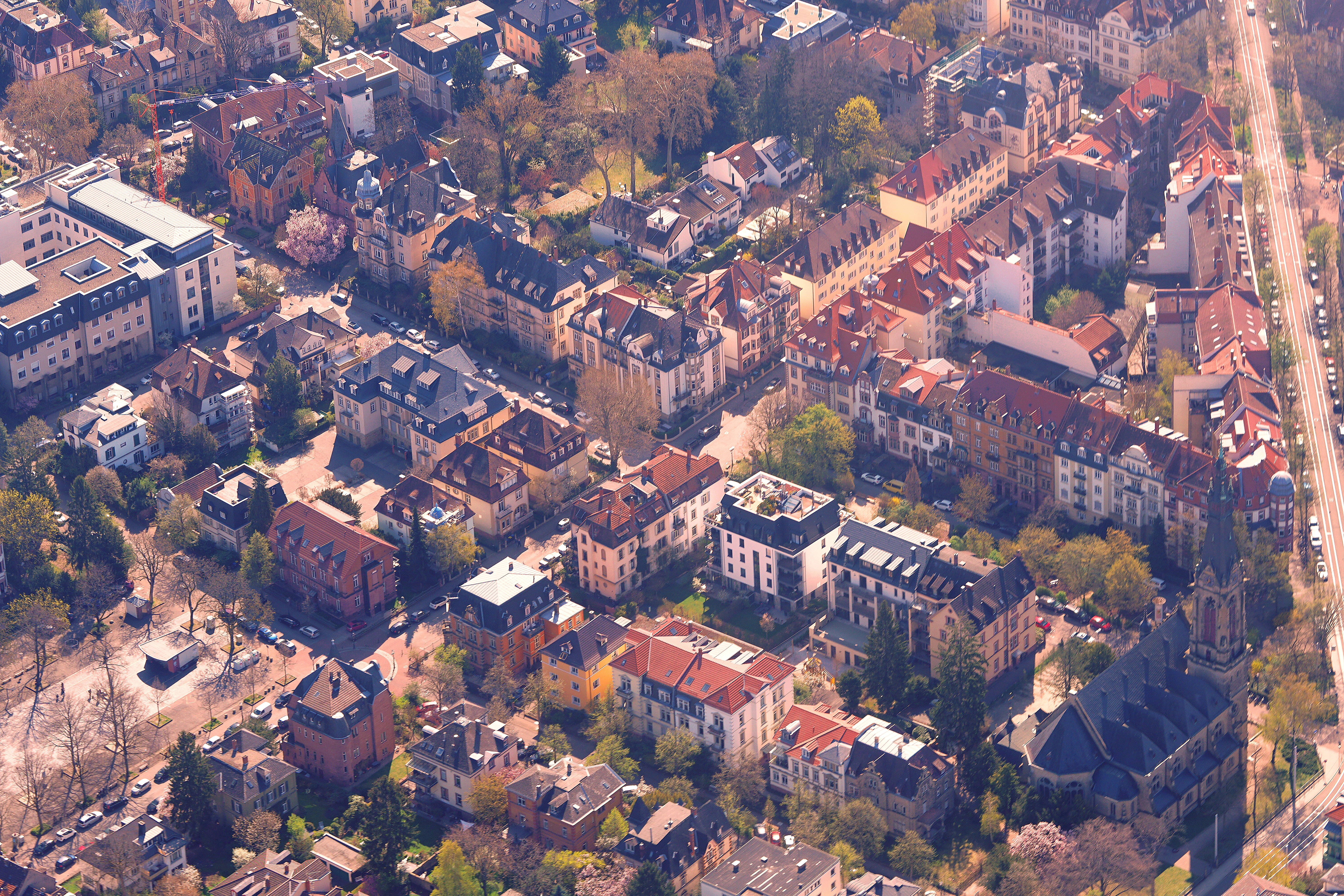
Blick auf die Kreuzung Kleinschmidtstraße/ Zähringerstraße (Aufn. 2021)
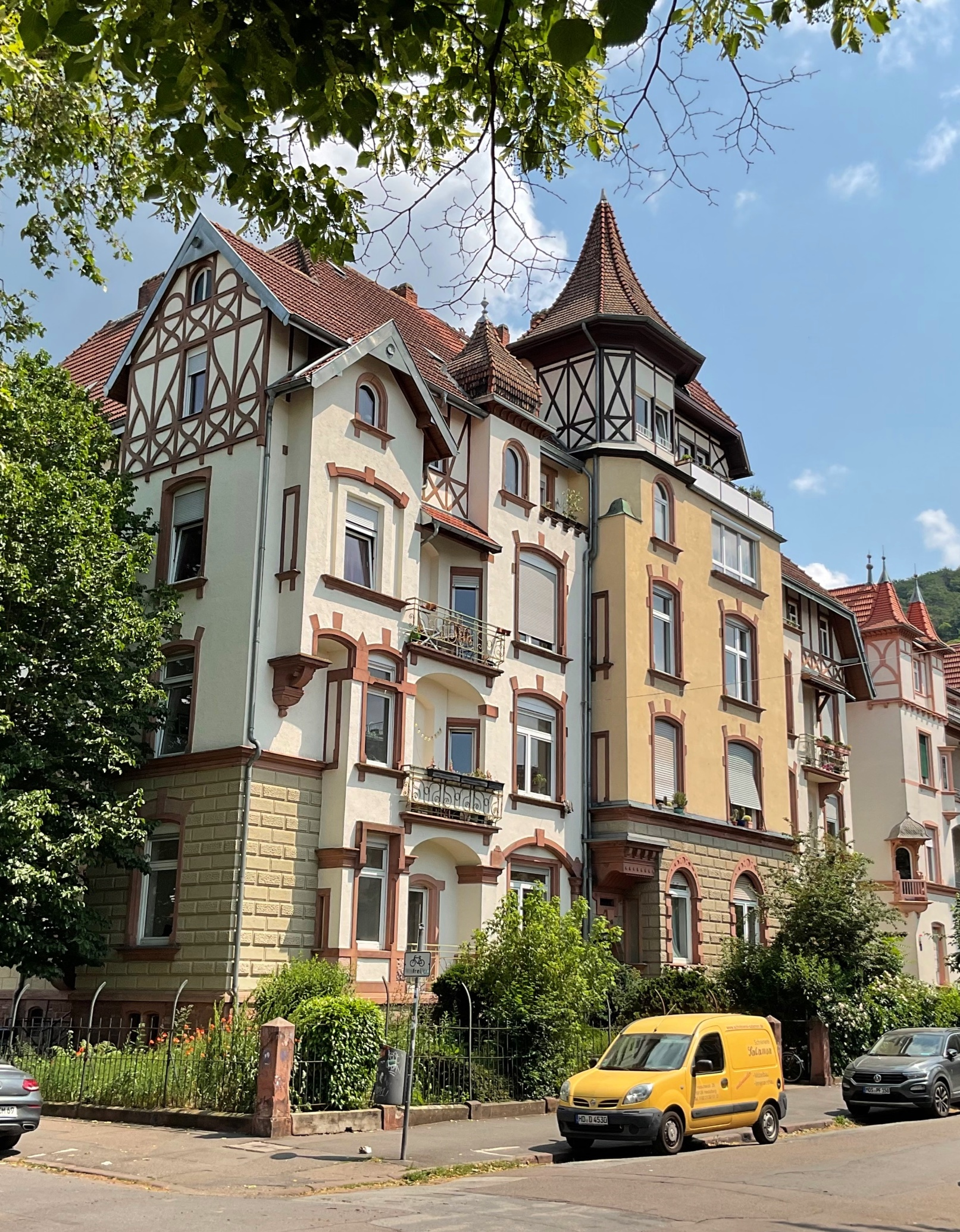
Mehrfamilienhaus, Zähringerstraße 12/14 (erbaut 1901/02)
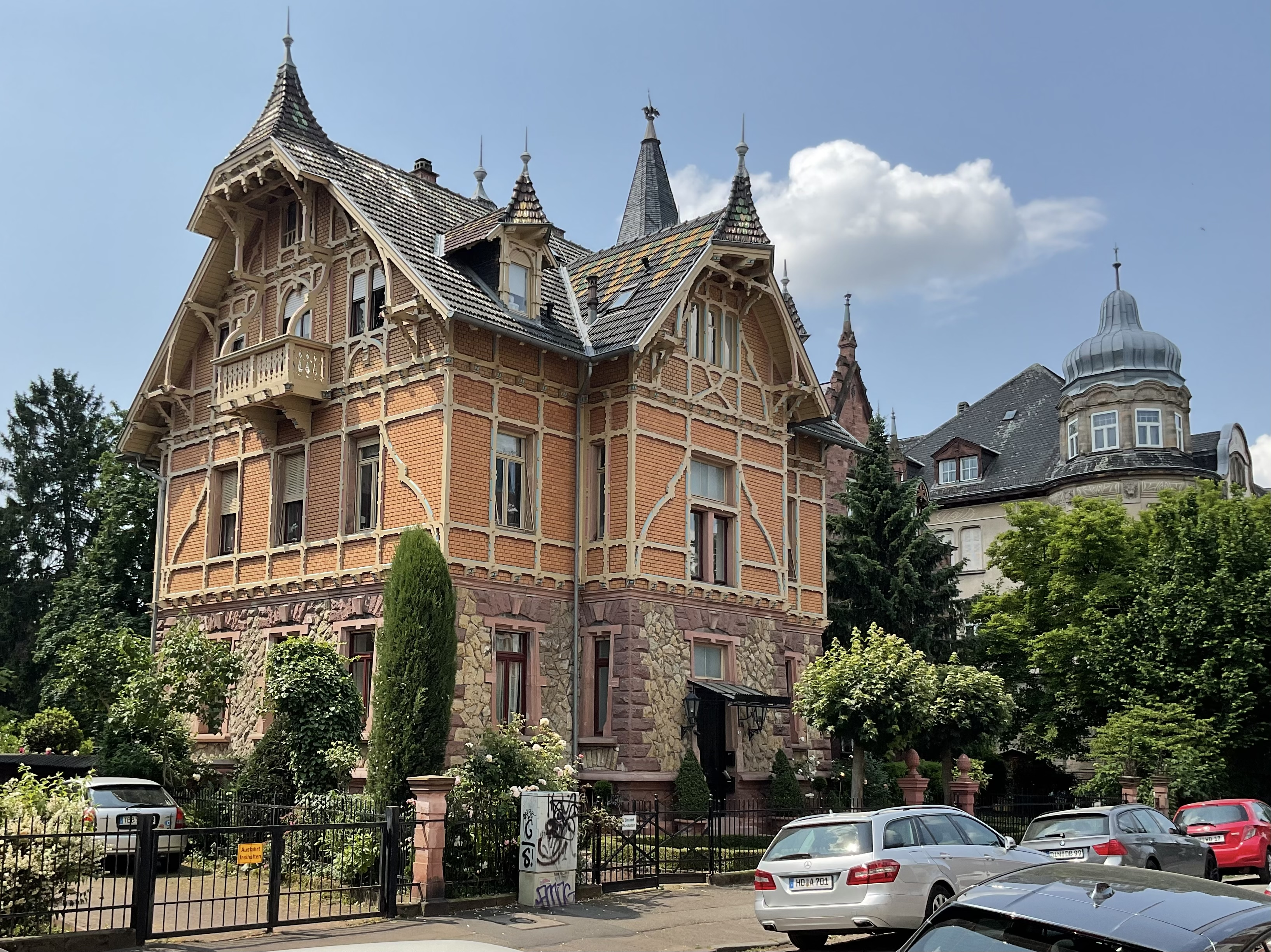
Villa Oppel, Zähringer Straße 15 (erbaut 1897/98)
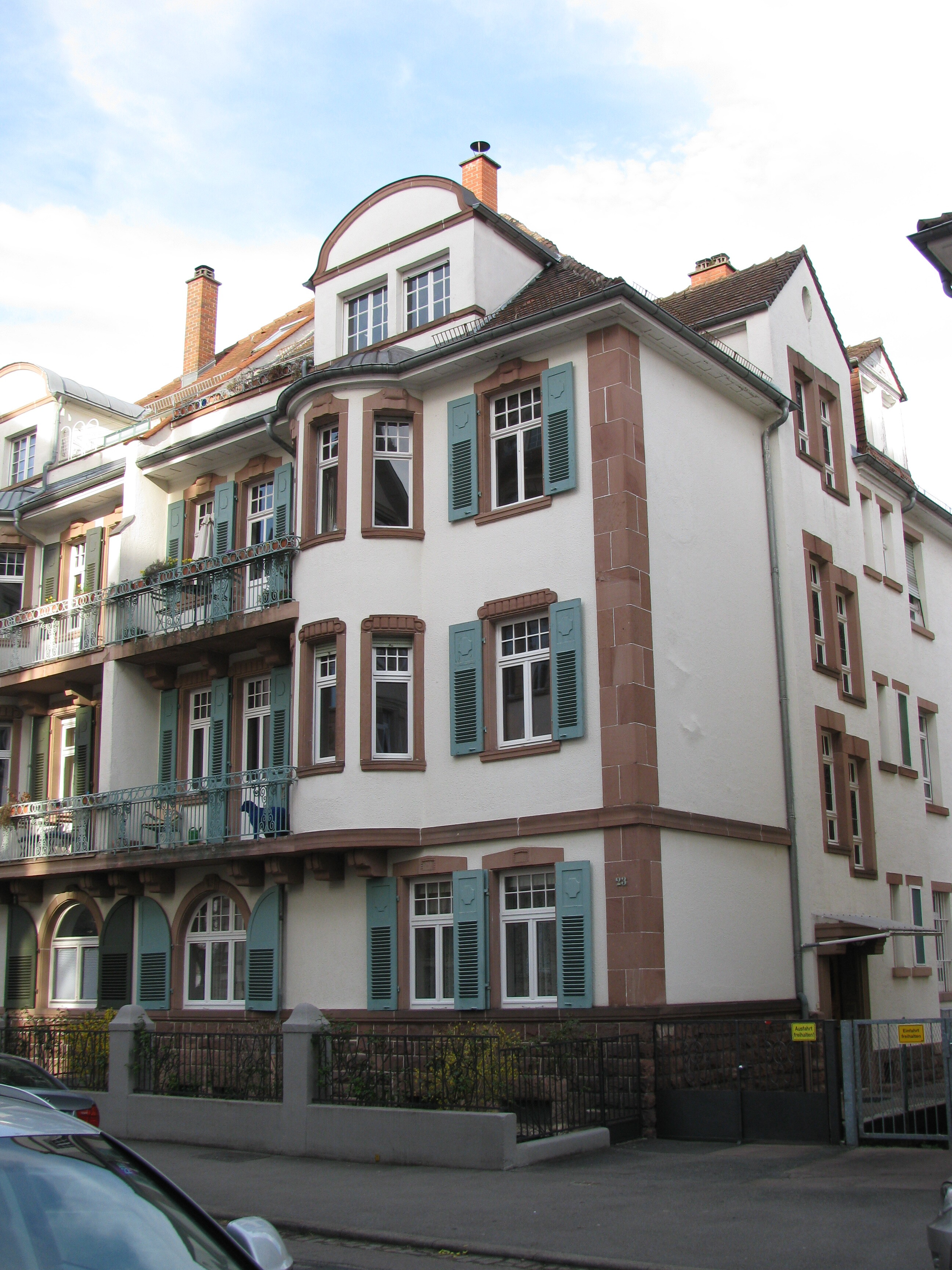
Doppelhaus Kleinschmidtstraße 21/23 (erbaut 1911)
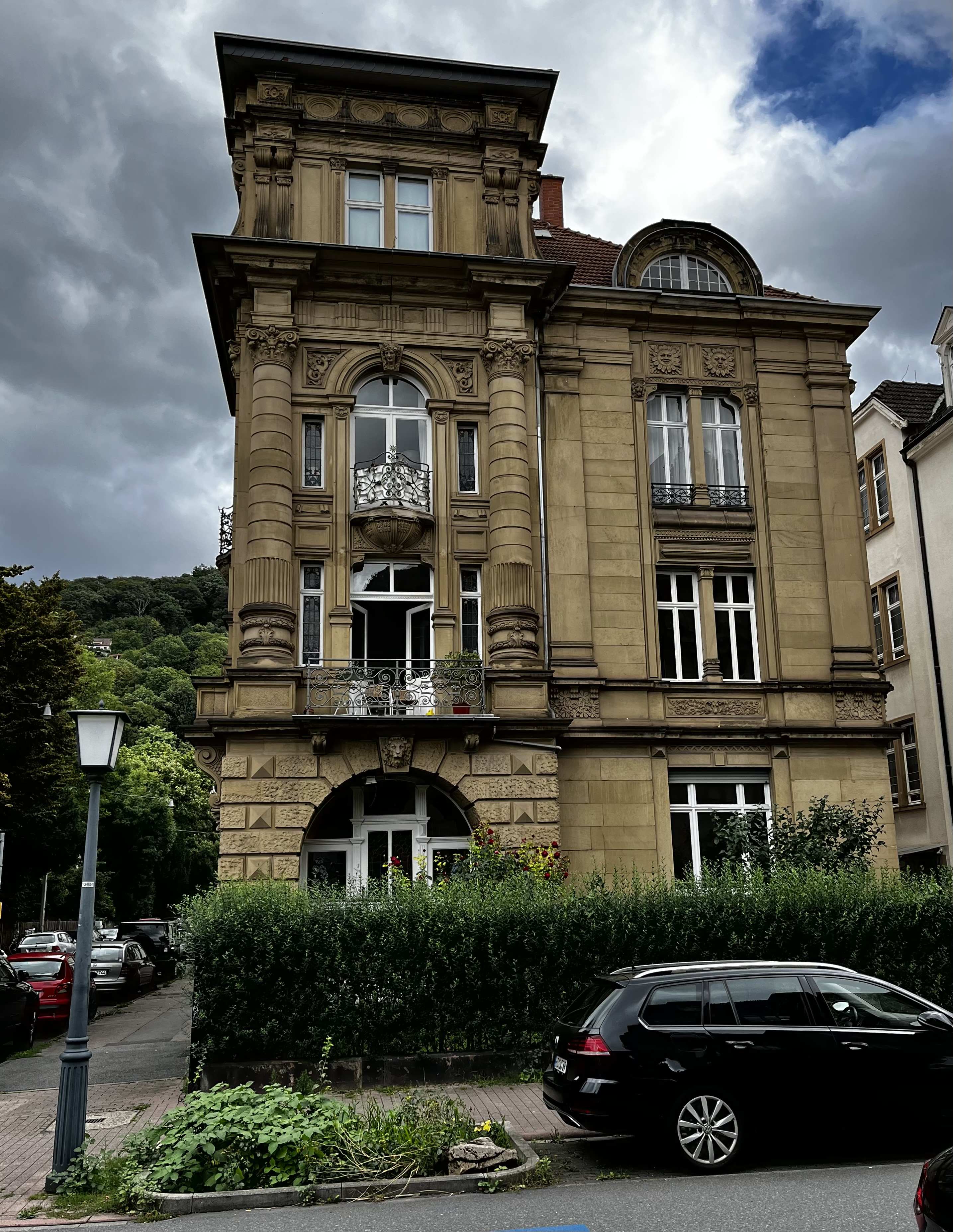
Wohnhaus Blumenstraße 13, (erbaut 1901/02)
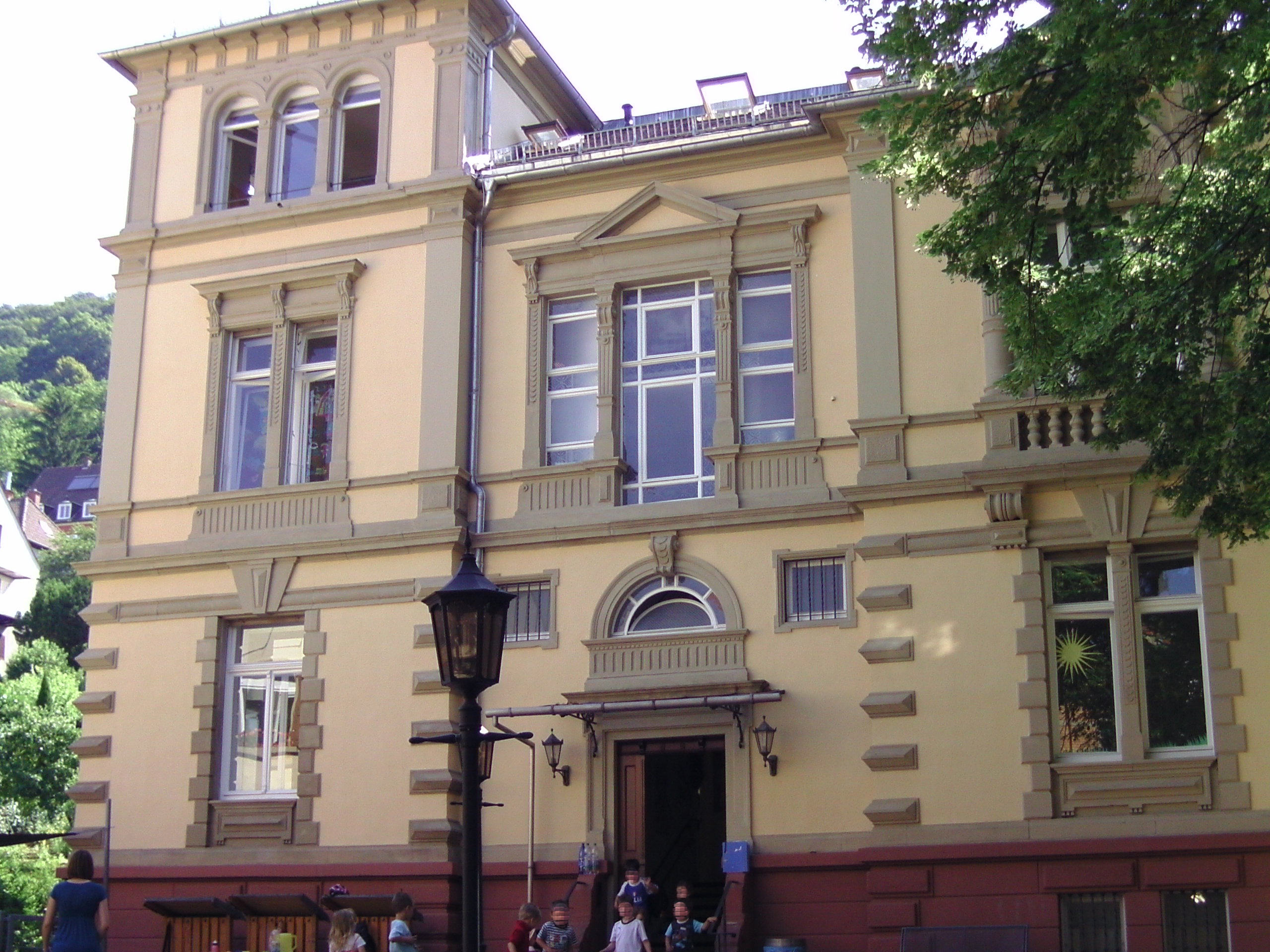
Villa Oskar von Bülow, Gaisbergstraße 81 (erbaut 1864)
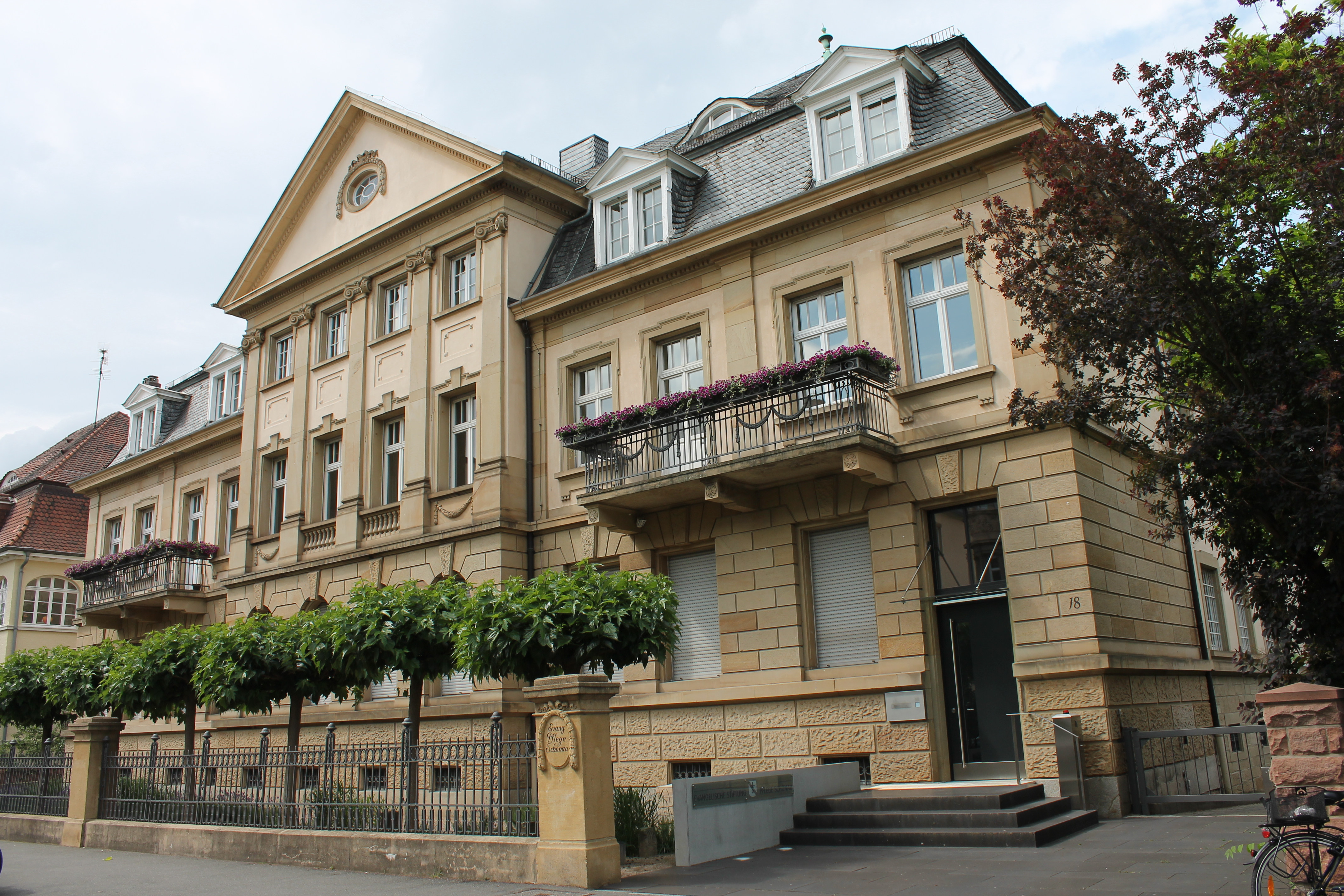
Evangelische Stiftung Pflege Schönau, Zähringer Straße 18
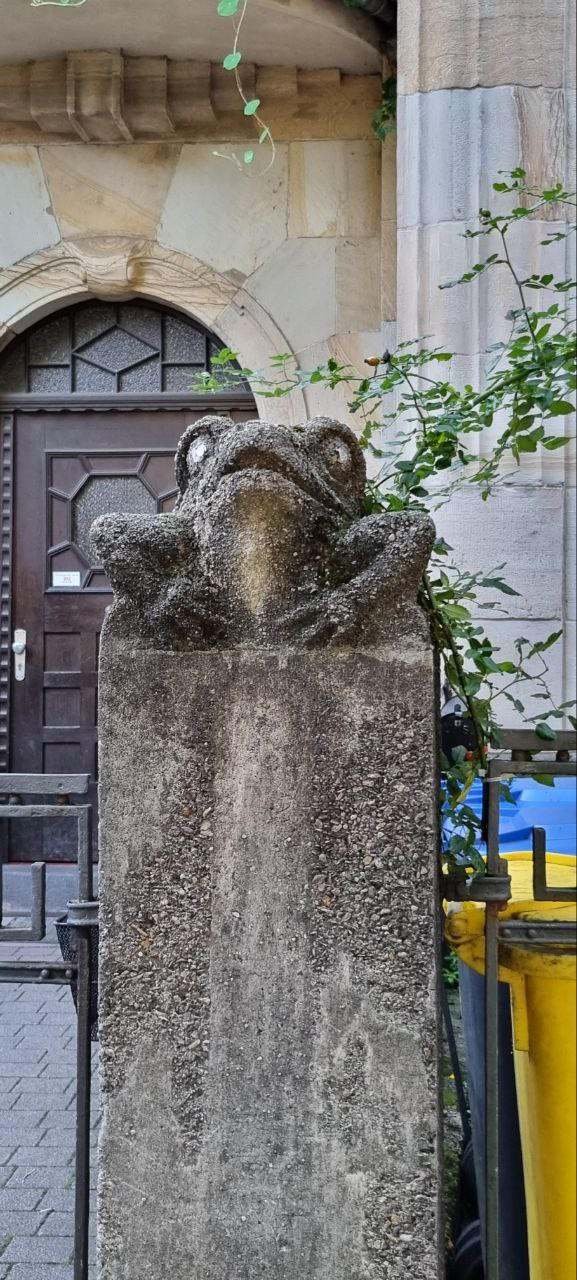
Froschskultptur, Zähringerstraße 47

Über die Hälfte aller Wohnhäuser um die 1900 wurden von Privatleuten errichtet bzw. in Auftrag gegeben. Die meisten Häuser der Weststadt entwarf in dieser Zeit das bekannte Heidelberger Architekturbüro Henkenhaf & Friedrich Ebert. Überwiegend nutzten die Bauherren nach Fertigstellung die Anwesen als persönlichen Wohnsitz.
Die 1920er Jahre brachten mit genossenschaftlichen Wohnanlagen von größeren Ausmaßen neue Aufgaben mit sich. Somit erschuf man im Westen und entlang der Schiller- und Römerstraße (Verbindung Römerkreis-Christuskirche) mehrstöckige Blockbebauung, teilweise mit Geschäftsräumen im Erdgeschoss. Nordwestlich der Römerstraße sowie an der Ringstraße finden sich entsprechend auch modernere Bebauungslinien mit vier- bis fünfstöckigen Mehrfamilienhäusern aus den 1950ern bis 1970er Jahren.

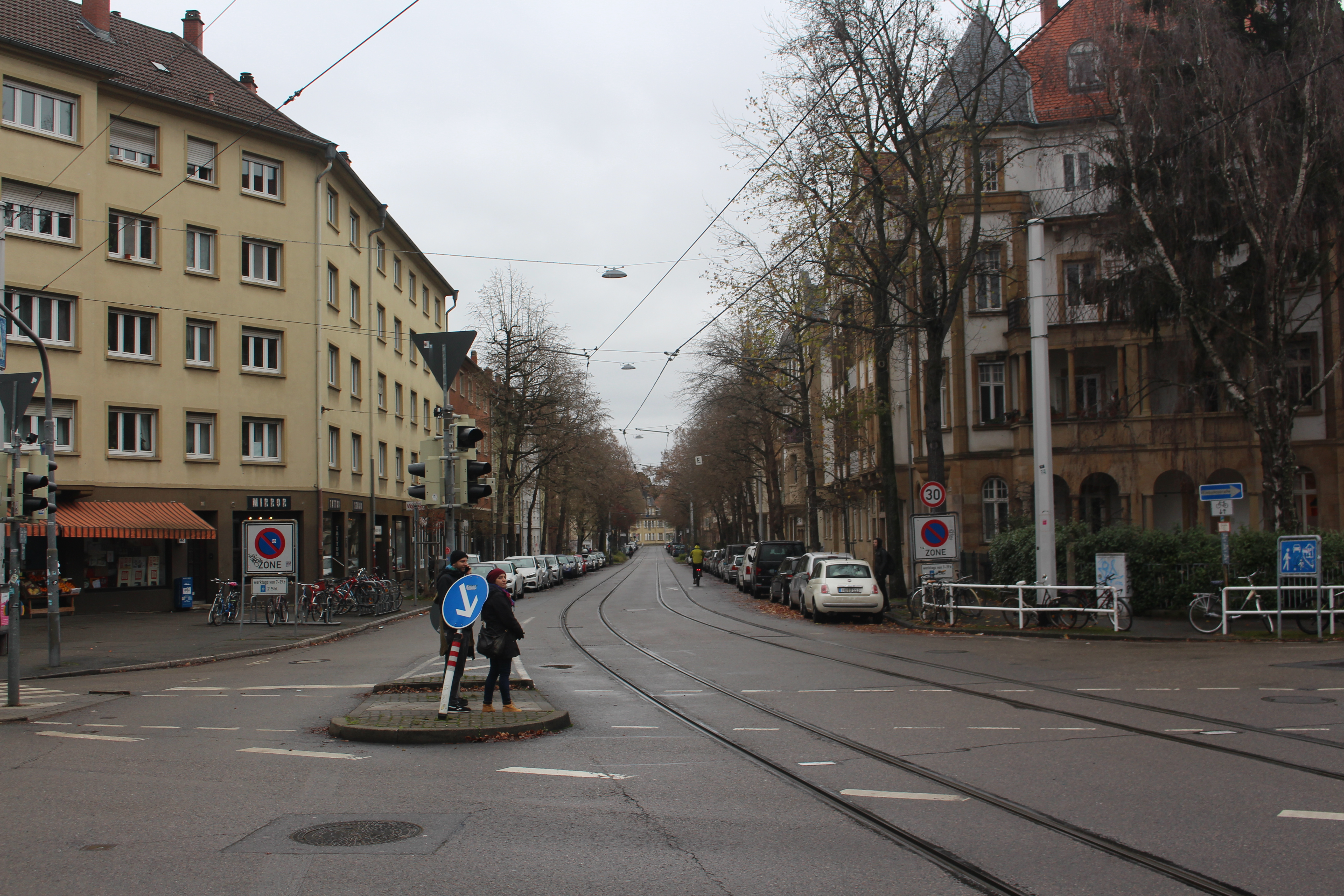
Bebauungslinien Schillerstraße Ecke Franz-Knauff-Straße
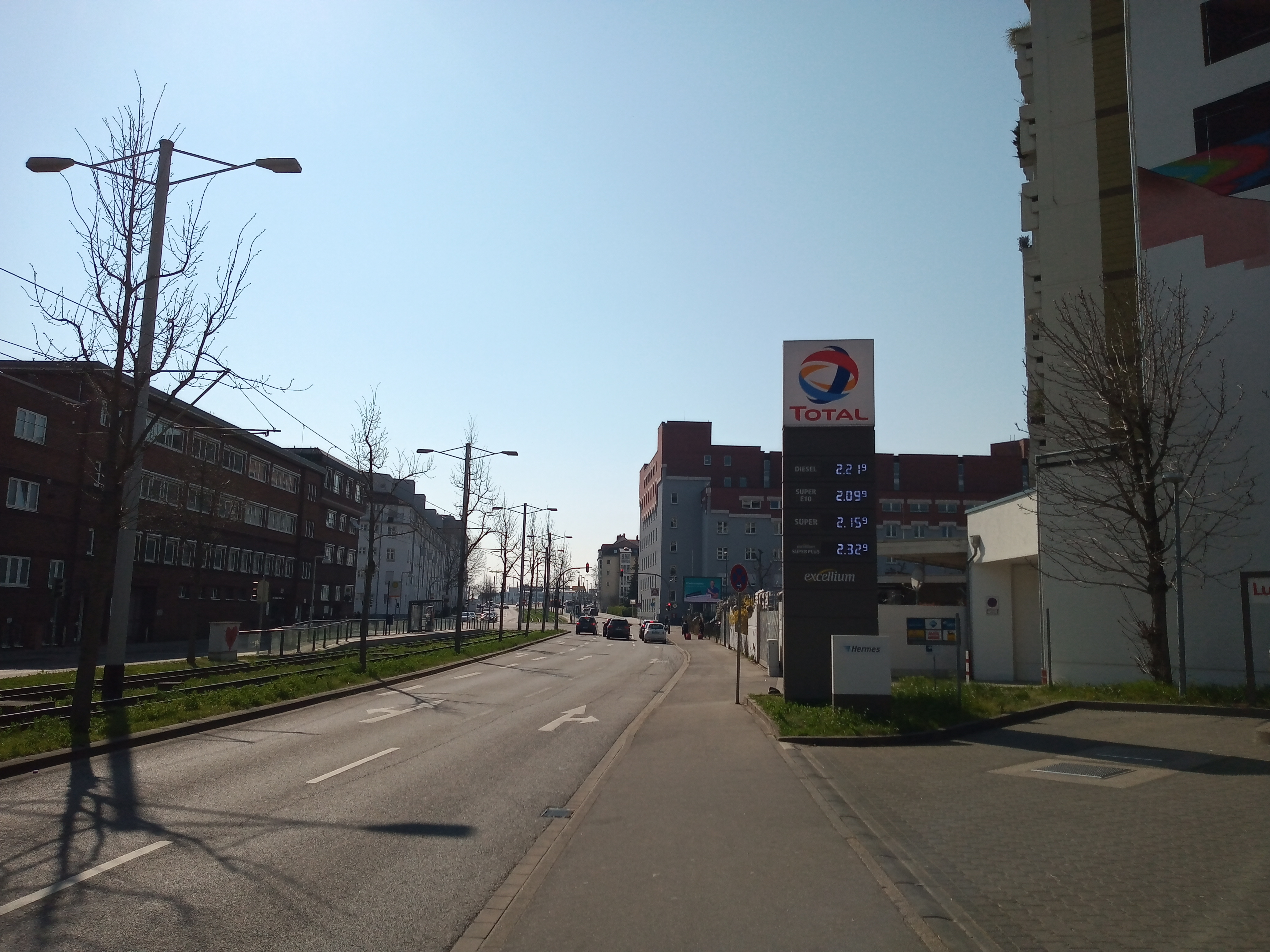
Ringstraße mit modernen Häuserfronten

Die innerstädtische Verkehrsachse Kurfürstenanlage trennt die Weststadt im Norden von Bergheim (siehe auch Nahverkehr in Heidelberg). Auf dieser ehemaligen Bahnanlage (alter Hauptbahnhof und Vorfeld) entstanden in den 1960er Jahren mehrere einheitlich gestaltete Justizgebäude (LG, OLG) und das Heidelberger Finanzamt. Alle Behördengebäude mussten aufgrund von asbestbelastender Baumaterialien 2014 abgerissen werden.
Die Weststadt besitzt zwei christliche Kirchengebäude, die aus der Gründerzeit stammen. Neben der katholischen Bonifatius-Kirche findet sich die von dem Baurat Hermann Behaghel errichtete evangelische Christuskirche, die mit ihrem 65 Meter hohen Turm das Wahrzeichen des Heidelberger Westens geworden ist.
Nach der Zerstörung der Alten Synagoge 1938 in der Heidelberger Altstadt, verfügt auch die jüdische Gemeinde 1994 mit der Errichtung der Neuen Synagoge durch Alfred Jacoby in der Häusserstraße 10 über ein eigenes Gebetshaus.

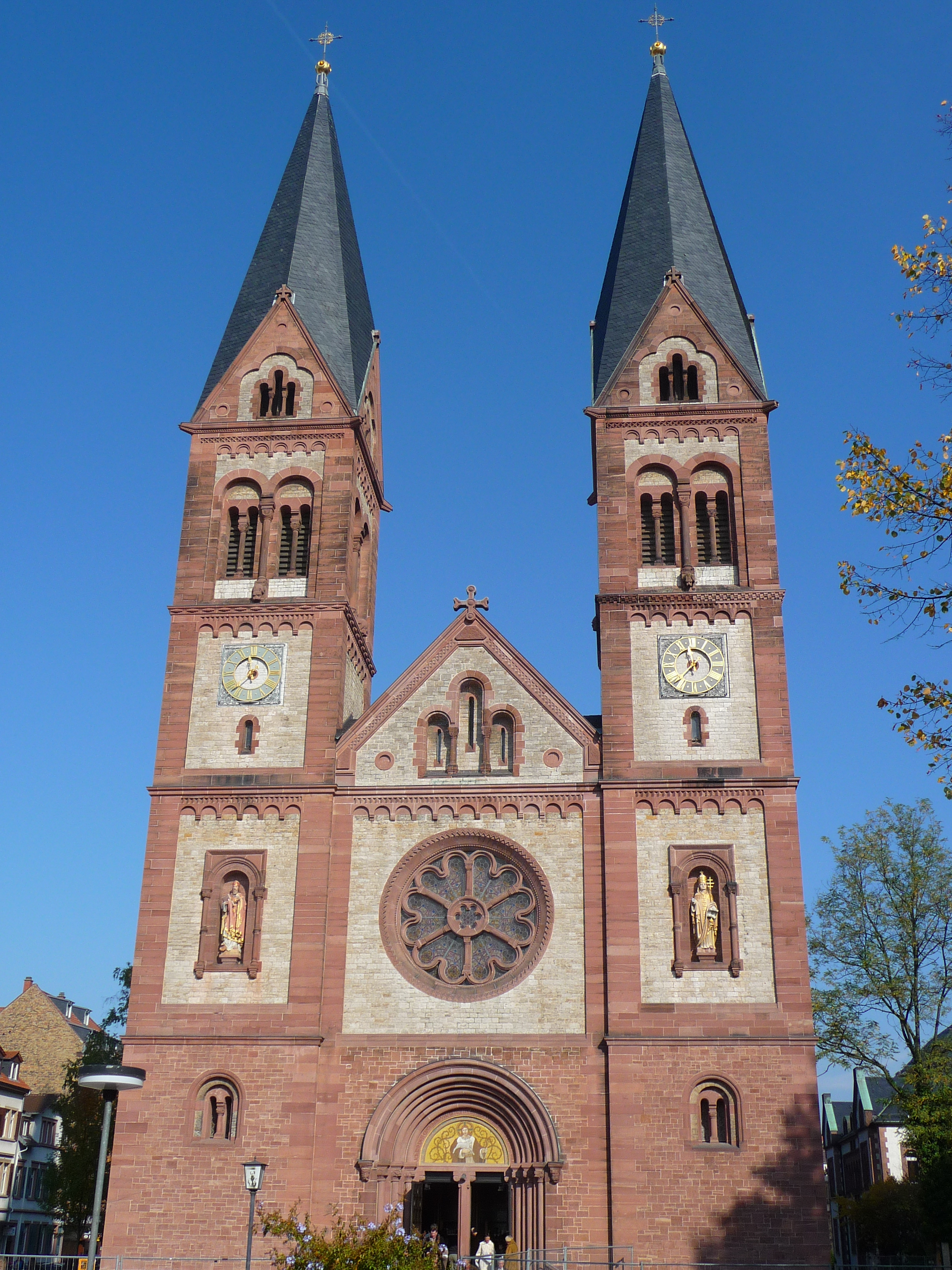
St. Bonifatius am Wilhelmsplatz
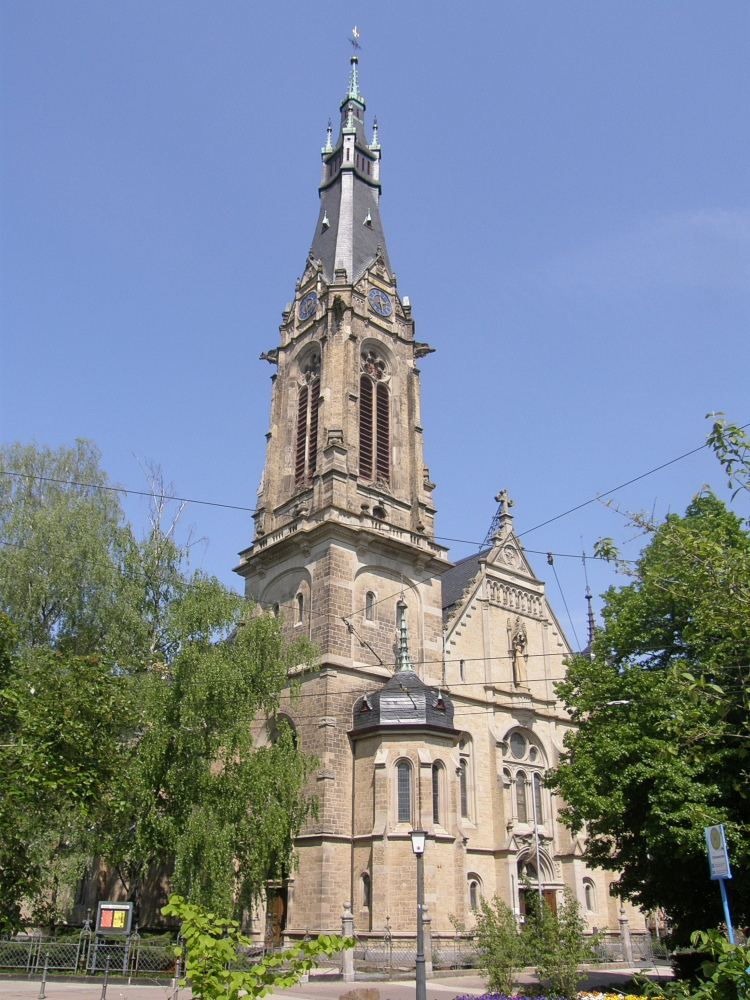
Christuskirche an der Römerstraße, Ecke Zähringer Straße
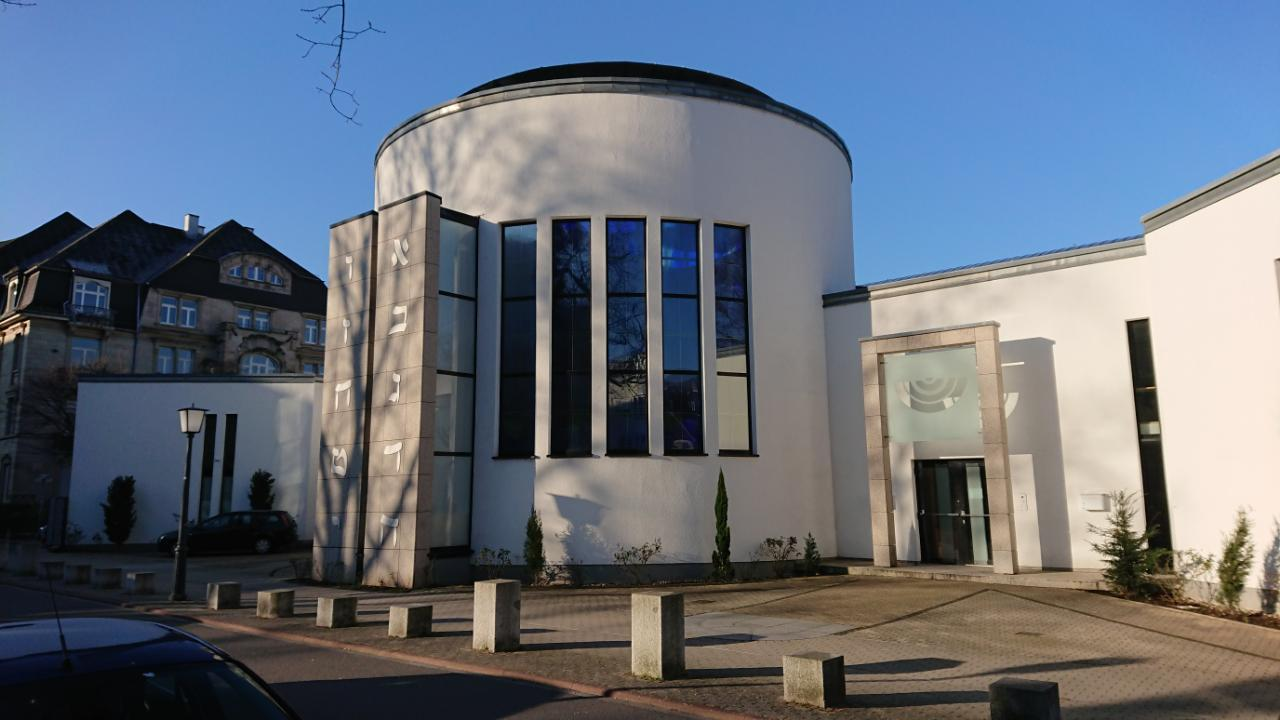
Neue Synagoge in der Häusserstraße 10, eingeweiht 1994.

## Infrastruktur
Insgesamt gibt es in der Weststadt eine gute medizinische Versorgung (Ärztehaus-West, St. Josefskrankenhaus, Hospiz Luise) sowie mehrere Apotheken. In der Blumenstraße 8 existiert seit 1962 eine Einrichtung für Kinder- und Jugendpsychiatrie des Universitätsklinikums. Daneben existieren mehrere Schulen, vielzählige Lebensmittelgeschäfte aber auch Einzelhandel, Gaststätten und zwei Tankstellen. Zentraler Platz des Stadtteils ist der Wilhelmsplatz für Festivitäten aller Art u. a. einem Wochenmarkt, meist am Samstag.

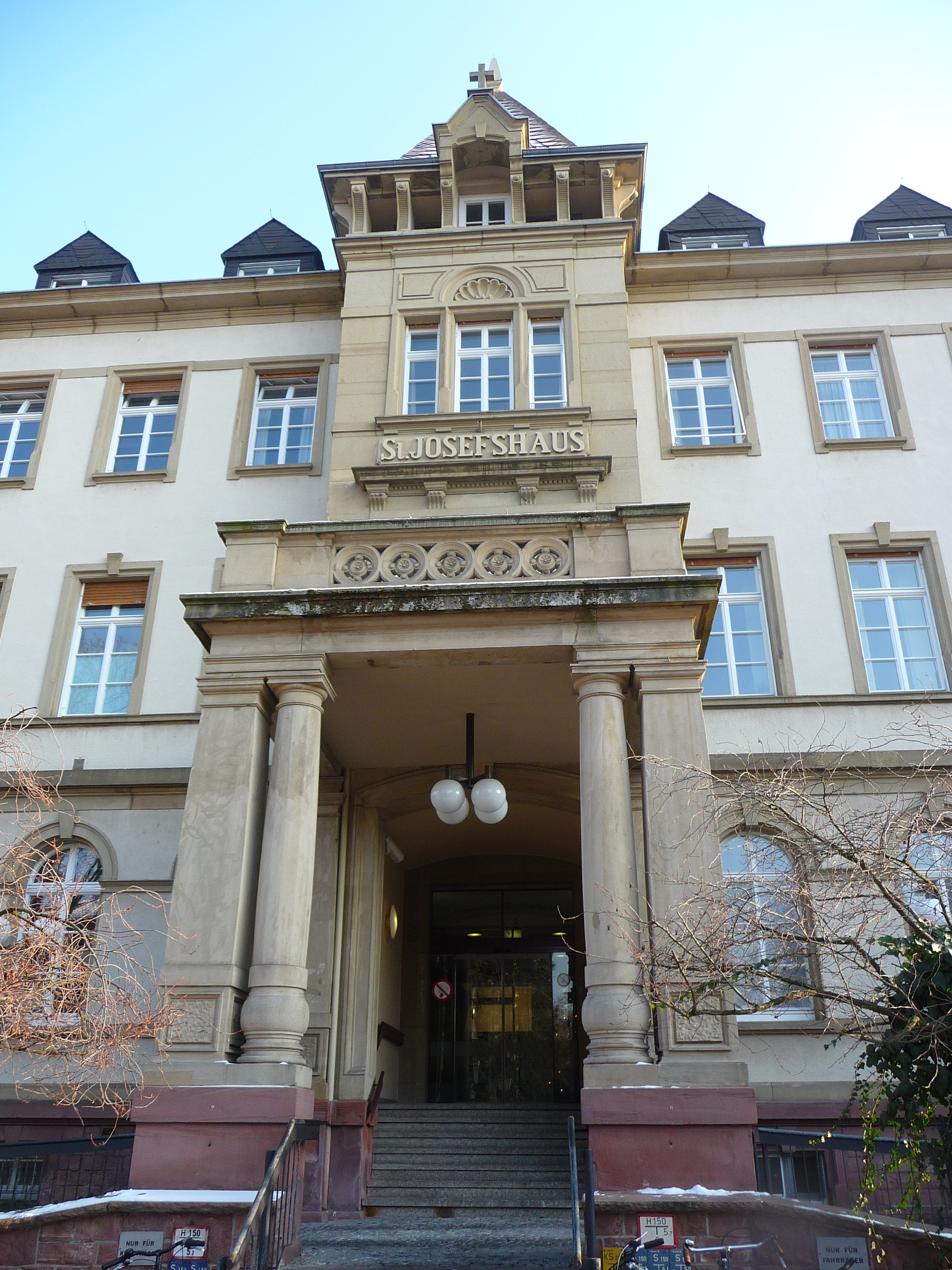
Haupteingang des St. Josefskrankenhauses, Landhausstraße 25
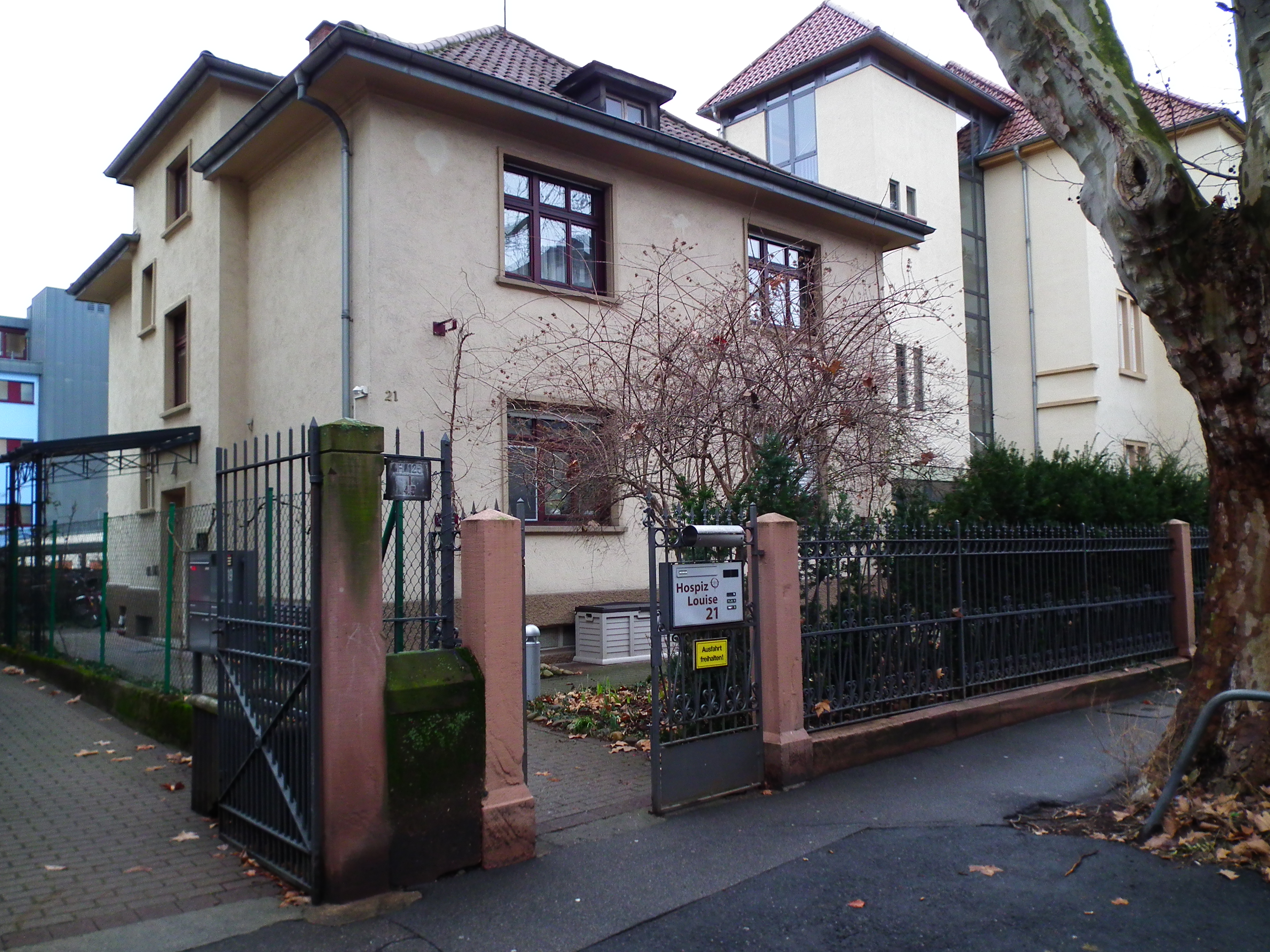
Hospiz Luise, Kaiserstraße 21
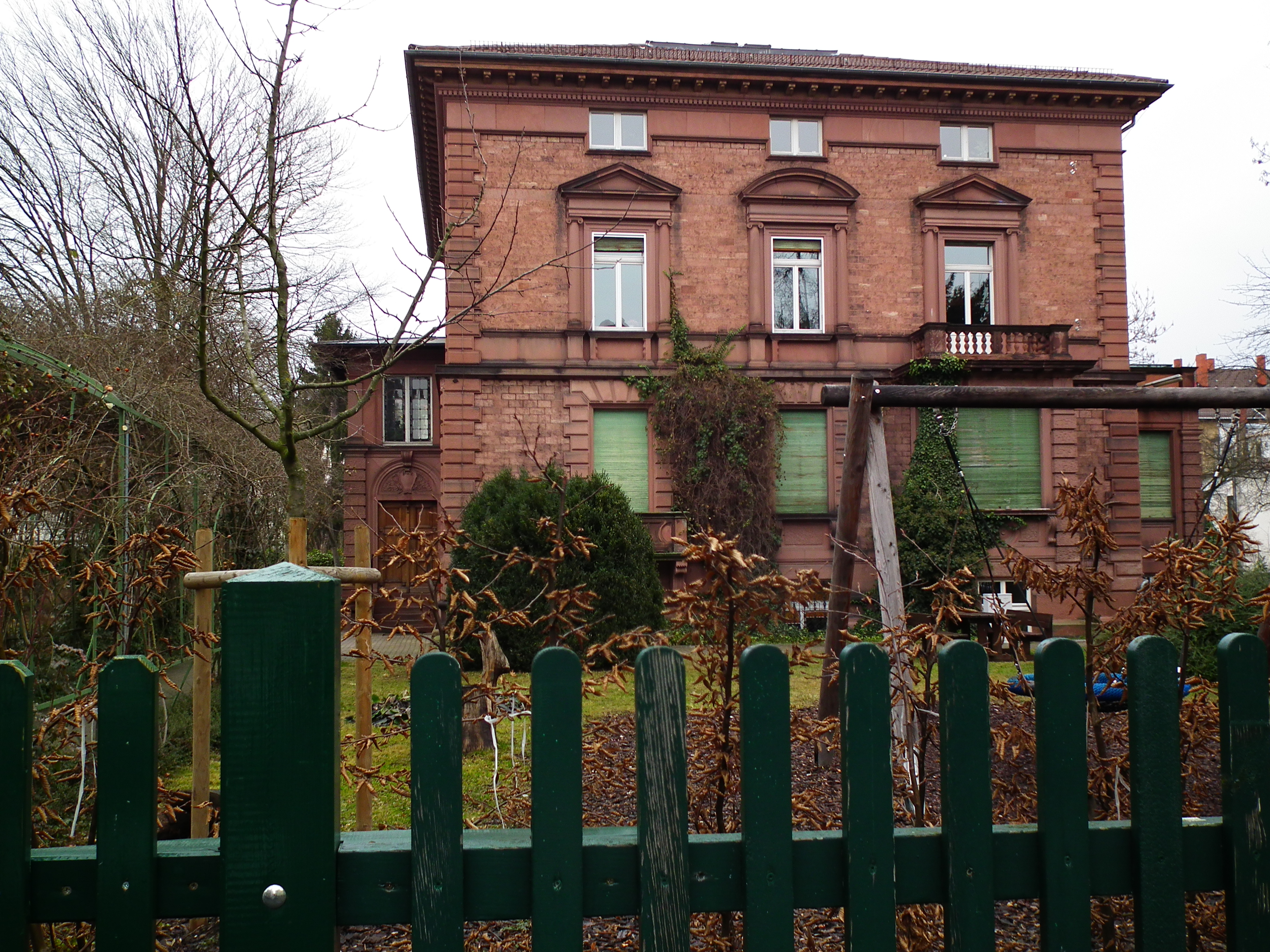
Haus für Kinder- und Jugendpsychiatrie der Universität Heidelberg, Blumenstraße 8
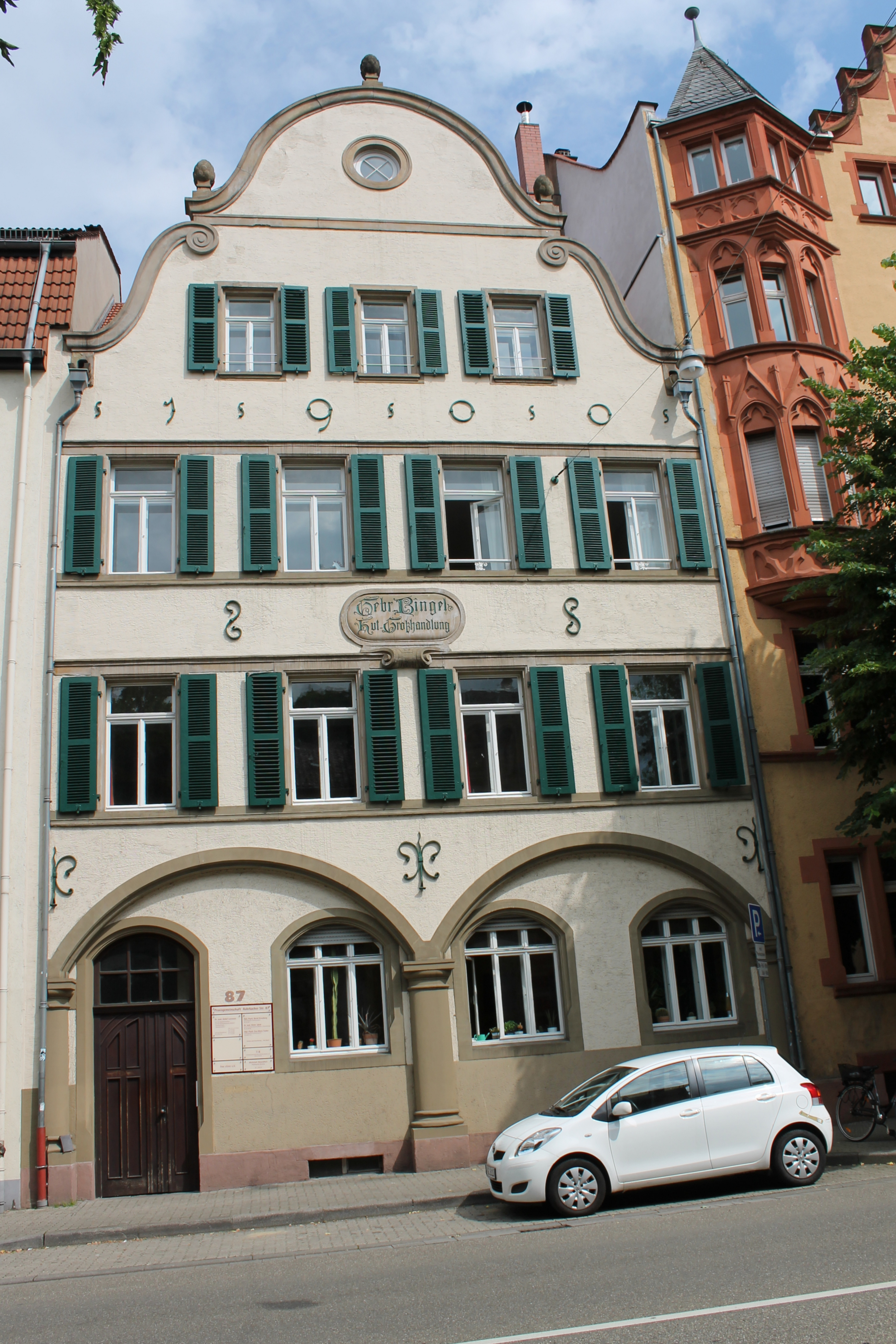
Ehemalige Hutgroßhandlung Bingel, heute Arztpraxis, Rohrbacherstraße 87

Ebenfalls am Wilhelmsplatz findet sich die im neuromanischen Stil erbaute und mit farbenprächtigen Deckengemälden ausgeschmückte katholische St. Bonifatius-Kirche (1898–1903). Die Platzierung der evangelischen Christuskirche in der Zähringerstraße 30 zeigt die Expansion des Stadtteils nach Süden an. Deren Turm ist mit 65 Metern einer der höchsten Heidelbergs und neben dem Gaisbergturm ein weiteres Wahrzeichen der Weststadt.

### Schulen

#### Landhausschule
Mit dem Bau der städtischen Landhausschule (Volksschule) 1884–86 durch Hermann Behaghel in der Landhausstraße 20, erfolgte damals ein wichtiger Schritt, die Wohnqualität und Infrastruktur der Weststadt zu steigern. In ihrem bis dato 137-jährigen Bestehen durchlebte die Schule eine wechselvolle Geschichte. Bis in die 1960er Jahre war das dreigeschossige Schulgebäude mittig im Innenbereich für Knaben und Mädchen unterteilt. Fest installierte Metallgitter mit einer verschlossenen Durchgangstür in den Längskorridoren verhinderten jegliche Kontaktaufnahme zum anderen Geschlecht. Auch der Turnunterricht war ebenso streng getrennt wie der Aufenthalt im Pausenhof. Außerhalb der Unterrichtszeiten war es nur Schülern der Landhausschule erlaubt, den Schulhof zu betreten. Der separat vom Hauptgebäude abgesetzte Abortturm (Toiletten) war den damaligen recht einfachen Abwassersystemen geschuldet.
In den Kriegsjahren 1915–1918 diente die Schule als Lazarett. Die Verwundeten wurden von der Westfront über Straßburg und Karlsruhe mittels spezieller Lazarettzüge zum naheliegenden Badischen Bahnhof eingeliefert. Unter den Kriegsversehrten befand sich auch der Schriftsteller und politische Publizist Ernst Jünger. Unterricht fand in diesem Zeitraum ersatzweise in der Wilckensschule statt.
Der umstrittene Erlass des NSDAP Kreisleiters vom 25. September 1944 zur Einberufung des Heidelberger „Volkssturms“, manifestierte einen weiteren Eintrag in die Geschichtsbücher. Demnach wurde in der Landhausschule für den 7. November 1944 das Erscheinen aller Männer Heidelbergs zwischen 16 und 60 Jahren angeordnet, die bislang noch nicht eingezogen waren. Klassenräume dienten als dabei Erfassungsbüros. Normaler Unterricht war aufgrund mangelnder Lehrkräfte bereits eingeschränkt. Mehrere Kellerräume dienten zudem als Unterkunft für Zwangsarbeiter.
In der Nachkriegszeit besaß die Landhausschule insgesamt 26 Klassenzimmer mit jeweils 30 Schulbänken sowie mehrere Einzelzimmer für Rektorat und Hausmeister. Die Einschulung der Erstklässler fand im Gegensatz zu heute im April, meist nach den Osterfeiertagen, statt. Im Keller der Schule existierte ein kleiner Saal mit Leinwand, wo im Rahmen des Biologieunterrichts Filmbeiträge (FWU – Filme für Wissenschaft und Unterricht) im 16-mm-Format gezeigt wurden. Von 1927 bis 1970 hieß die Lehranstalt Pestalozzischule, danach wieder Landhausschule. Ab den 1960er Jahren dient das Schulgebäude auch wieder als Wahllokal.
Seit 2001 erinnert an der Landhausschule eine Gedenktafel an den Lehrer Hermann Durlacher, der hier von 1935 bis 1938 jüdische Kinder aus Heidelberg unterrichtete. Die jüdische Klasse bestand bis zum Pogrom am 9./10. November 1938. In jener Nacht zerstörte die SA nicht nur die Einrichtungen der jüdischen Gemeinde, sondern demolierte auch das jüdische Klassenzimmer in der Weststadt. Hermann Durlacher wurde ins Konzentrationslager Dachau gebracht und dort bis Januar 1939 inhaftiert. Nach seiner Rückkehr setzte er den Unterricht in Räumen der jüdischen Gemeinde fort, bis er am 22. Oktober 1940 nach Gurs deportiert wurde. Von dort wurde er 1942 nach Auschwitz verschleppt und ermordet.
Die Landhausschule verfügt heutzutage im Neuenheimer Feld über ein eigenes Gartengelände. Das Anwesen kann von Lehrkräften, Schülern und deren Familien gegen eine Spende für Lehrgänge, Klassenfeste etc. genutzt werden.

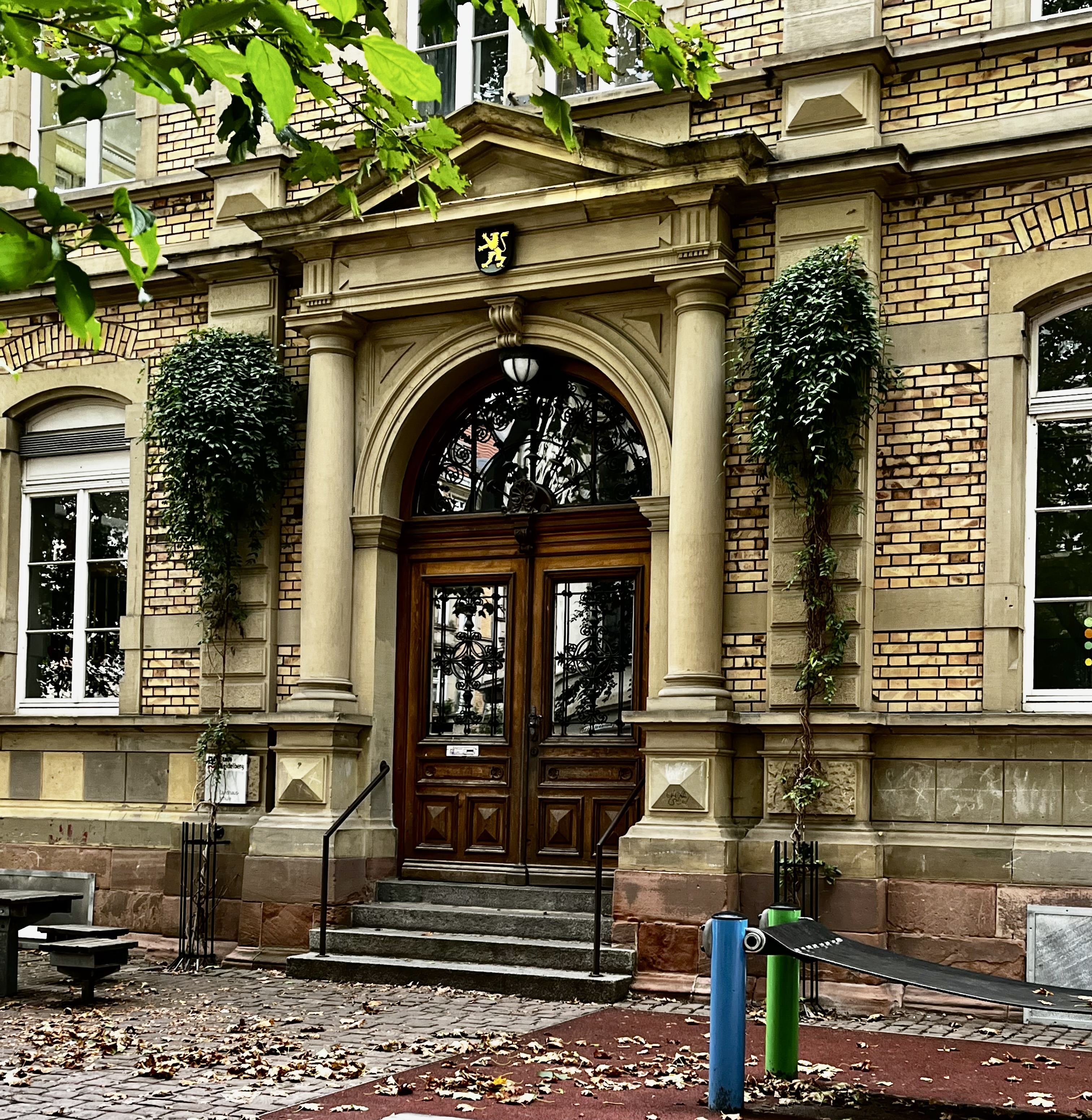
Eingangsportal Landhausschule, Landhausstraße 20/ Ecke Blumenstraße (Aufn. 2023)
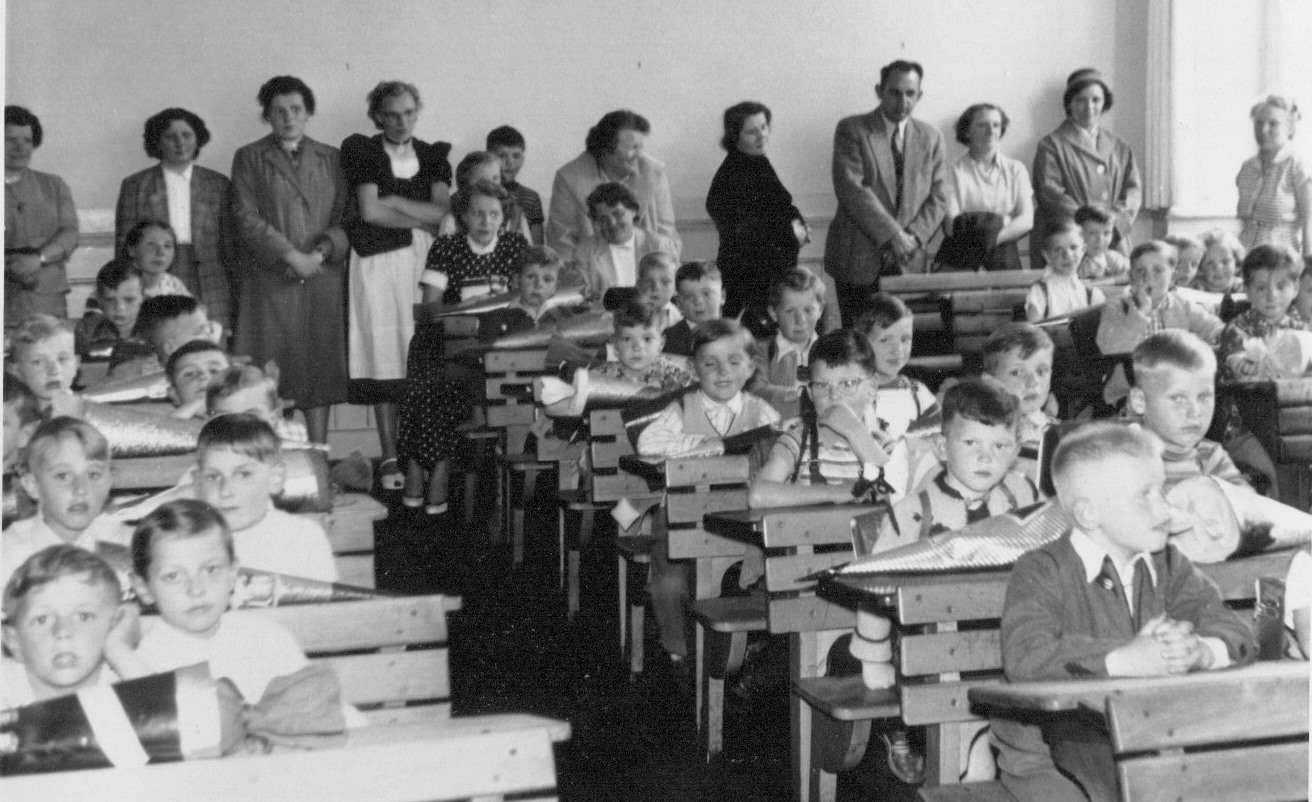
Landhausschule, Einschulung der Knaben (Aufn. 1957)
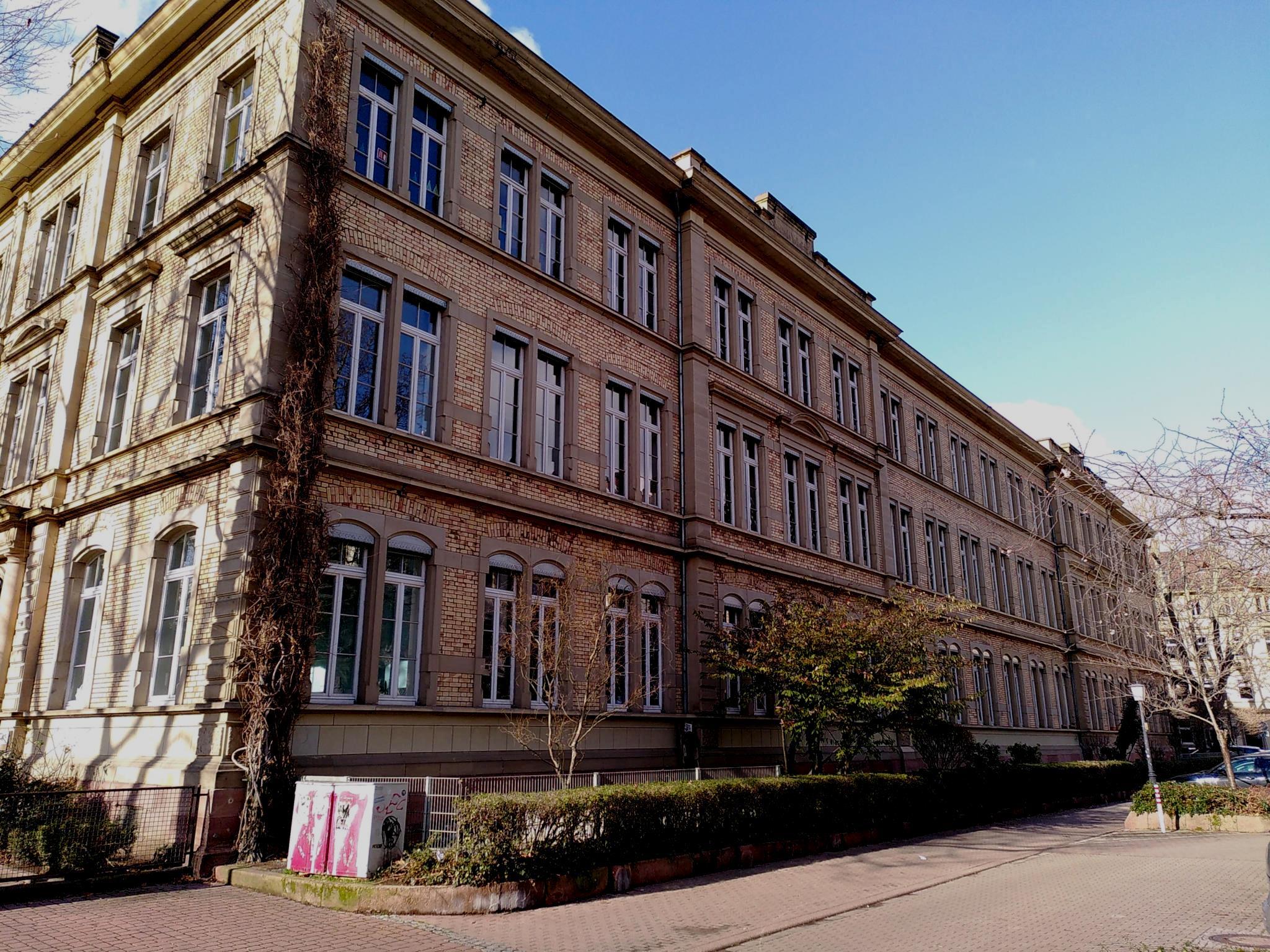
Landhausschule, Ostansicht zur Landhausstraße (Aufn. 2023)
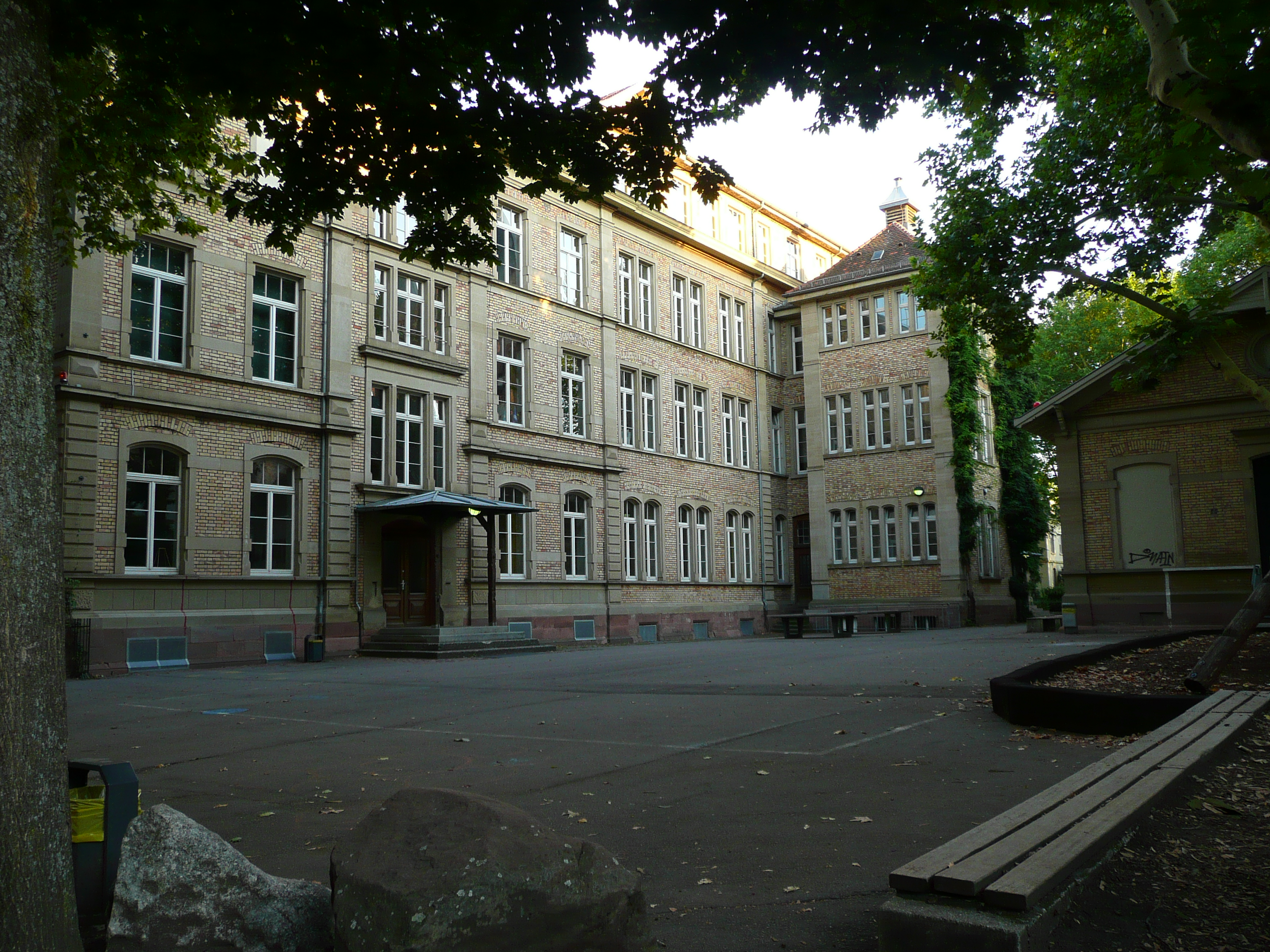
Rückwärtige Ansicht mit Pausenhof, Abortturm und Turnhalle am rechten Bildrand (Aufn. 2009)
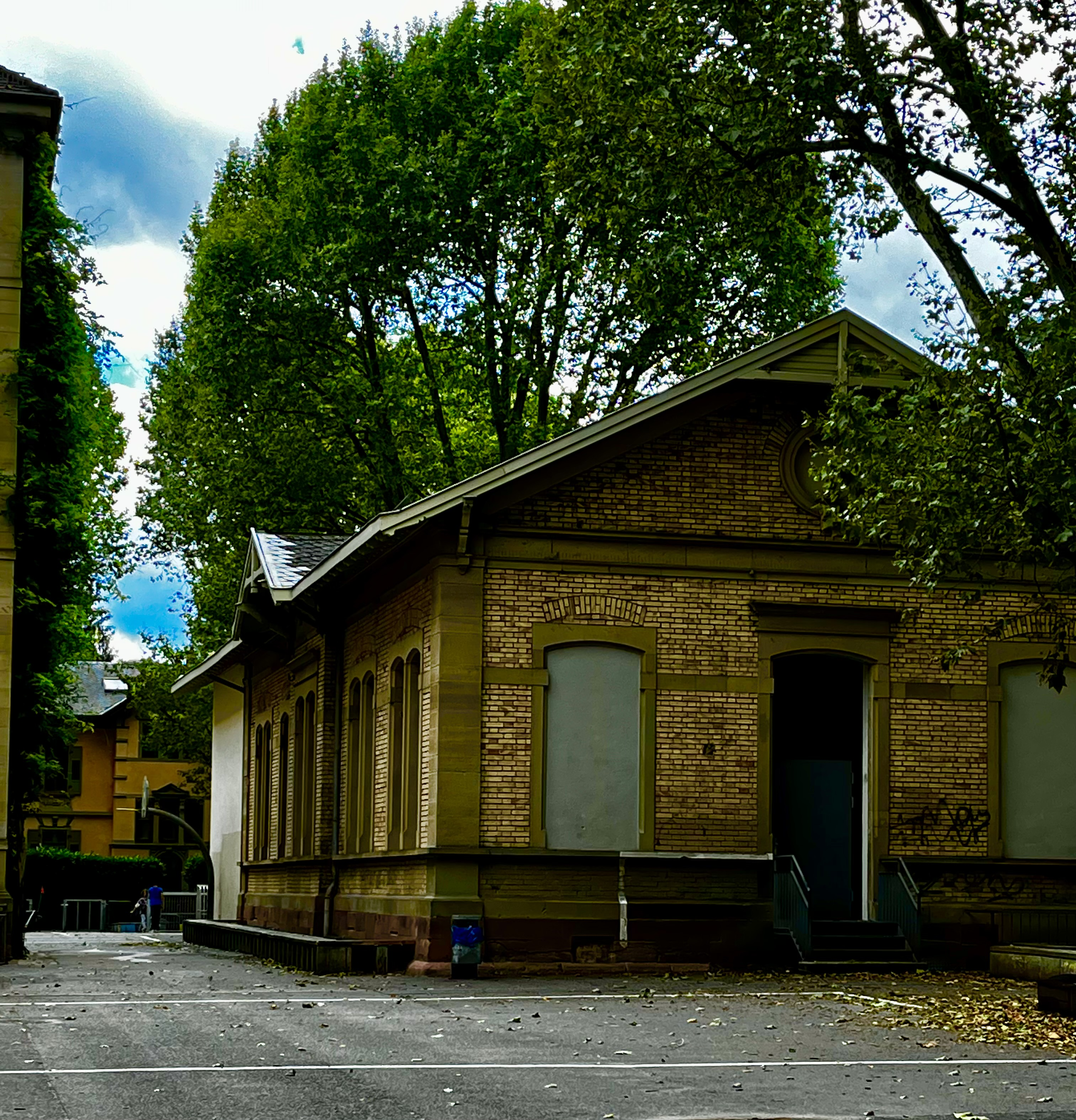
Historische Turnhalle im Innenhof (Aufn. 2023)

#### Helmholtz-Gymnasium
Am 23. November 1835 wurde die Schule als Höhere Bürgerschule gegründet. Sie war im Gebäude des ehemaligen Jesuitenkollegs in der Kettengasse der Heidelberger Altstadt untergebracht. Gründungsrektor war Daniel Louis (1798–1815). Am 11. September 1945 wurde die Bildungsstätte in Helmholtz-Gymnasium umbenannt. Im Schuljahr 1968/1969 zog die Schule in die Weststadt in ihr heutiges Gebäude an der Rohrbacher Straße 102 um.

#### Louise von Marillac-Schule

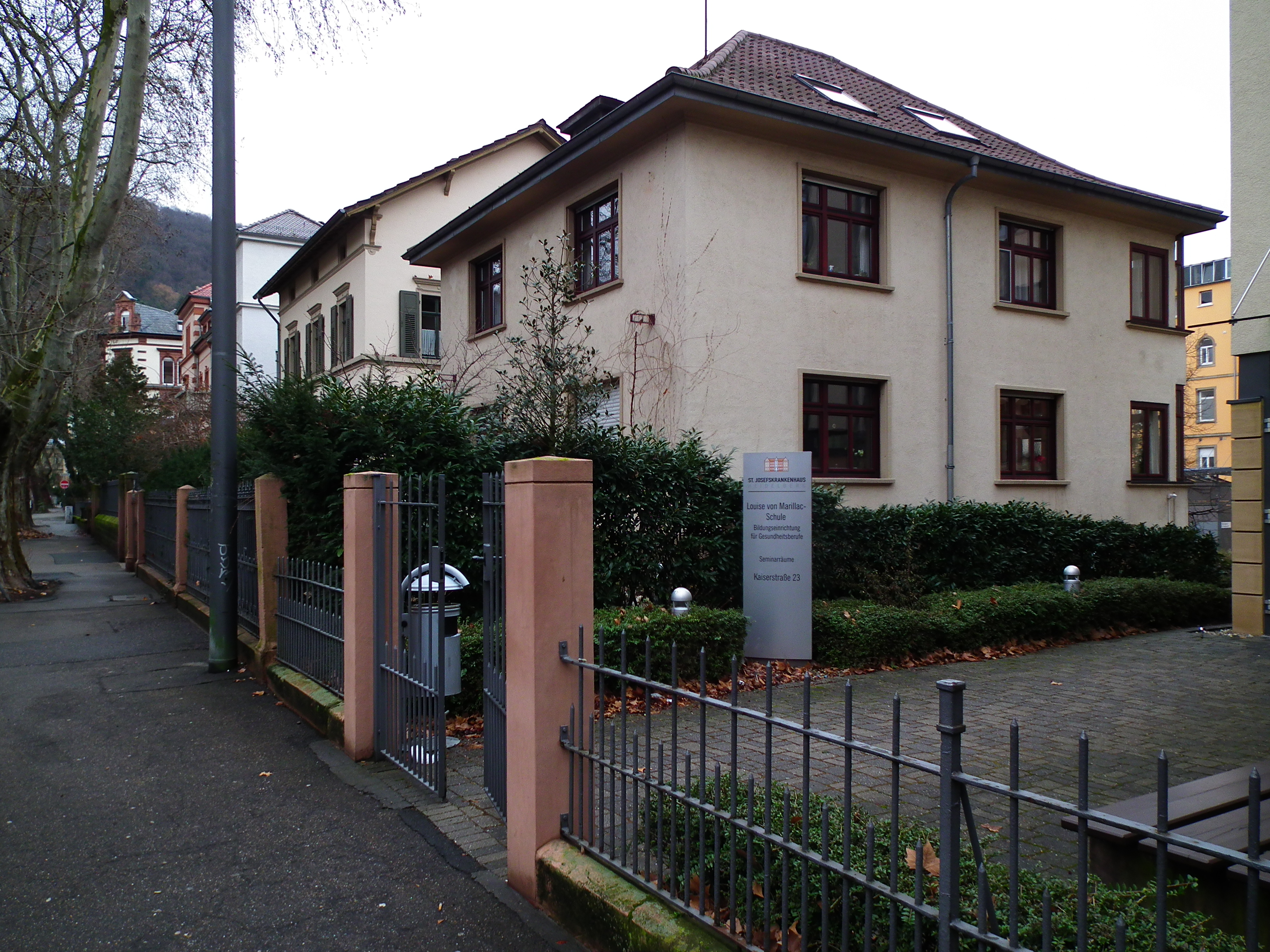
Louise von Marillac-Schule, Bildungseinrichtung für Gesundheitsberufe, Kaiserstraße 23

Unter der Schirmherrschaft des St. Josefskrankenhauses befindet sich in der Kaiserstraße 23 eine spezielle Bildungseinrichtung für Gesundheitsberufe. Namenspatronin ist Luise von Marillac (1591–1660), eine französische Adlige und Ordensgründerin. Sie ist Schutzpatronin aller in der Sozialarbeit tätigen Berufe.
An der südlichen Grenze zur Südstadt hin liegt auf dem Gebiet der Weststadt ein weiteres Schulzentrum bestehend aus dem Willy-Hellpach-Wirtschaftsgymnasium (Römerstraße 77) sowie mehrere Gebäude der in der Südstadt ansässigen kaufmännischen Berufsschule Julius-Springer-Schule. In diesem Bereich liegt auch ein Kinder- und Jugendzentrum, das Haus der Jugend. Von 1959 bis 1989 hatte auch die bekannte Heidelberger Hotelfachschule ihr Domizil in der Weststadt. In den 1980er-Jahren expandierte die Schule an der Rohrbacherstraße erheblich. Aufgrund der zunehmend beengten Räumlichkeiten, erfolgte 1989 ein Umzug in das ehemalige Boxberg-Gymnasium in der Waldparksiedlung am Boxberg.

### Zigarrenfabrik Hochherr

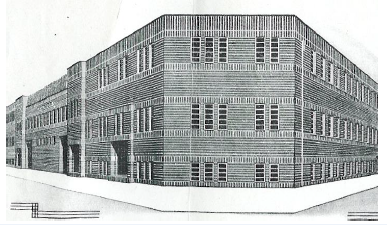
Bauprojekt der „B. Hochherr Zigarrenfabrik & Co“, Kaiserstr. 78, am damaligen Rand der Heidelberger Weststadt

Die Gebrüder Simon und Ferdinand Hochherr gründeten am 9. September 1929 die Heidelberger Tabakfabrik B. Hochherr & Co. GmbH in der Kaiserstraße 78. Die jüdische Familie stammte aus Berwangen. Der Vater Levi Hochherr besaß bereits dort eine Tabakhandlung. Auch Simon Hochherr arbeitete zuvor schon als Tabak-Großhändler und wohnte mit seiner Familie in der Heidelberger Brückenstraße 51. Die Entscheidung zum Bau der damals „modernen“ Zigarrenfabrik, teilweise bereits mit mechanischer Produktion, hatte auch mit den wirtschaftlichen Verbesserungen in den 1920er Jahren zu tun. Dennoch war der Schritt ein Wagnis, da sich die Zigarette – die kleine Zigarre – bereits deutlich auf dem Vormarsch befand.
Die anfangs erfolgreich geführte Tabakfirma Hochherr, die zahlreiche Mitarbeiter jüdischen Glaubens beschäftigte, pflegte gute Geschäftsbeziehungen zu Tabakimporteuren in Holland. Den zunehmenden antisemitischen Maßnahmen der NS-Politik in Heidelberg versuchte Simon Hochherr 1939 mit seiner Familie durch die Flucht nach Amsterdam zu entgehen. 1941 wurden in Heidelberg sowohl das Fabrikgrundstück in der Kaiserstraße als auch das Grundstück an der Brückenstraße vom NS-Staat eingezogen. Eigentümer war jetzt die Reichsfinanzverwaltung. Nach kurzer Unterbrechung lief die Produktion in der Kaiserstraße weiter. Das arisierte Unternehmen nannte sich nun „Thiele & Co., Stumpenfabrik Heidelberg“.
Nach der Annektierung der Niederlande durch die Reichswehr wurde Simon Hochherr im Durchgangslager Westerbork inhaftiert und im Januar 1943 nach Theresienstadt deportiert. Am 18. Oktober 1944 brachte man ihn nach Auschwitz, wo er ermordet wurde. Unmittelbar nach Kriegsende wurde auf Beschluss der amerikanischen Militärverwaltung der Firma Thiele & Co. die weitere wirtschaftliche Nutzung entzogen. Nach mehreren gerichtlichen Auseinandersetzungen in den Folgejahren wurde das Anwesen in der Kaiserstraße 78/Ringstraße 19 am 1. August 1949 an die Kinder von Ferdinand Hochherr und die dem Holocaust entgangene Ehefrau von Simon Hochherr zurückgegeben. 1956 verkauften die Erben Hochherr das Gebäude an die Nußlocher Bekleidungsfirma Betty Barclay. Heute ist die Fabrik u. a. Sitz der Unternehmensgruppe Curagita AG (Radiologie).

### GEDOK Galerie Heidelberg

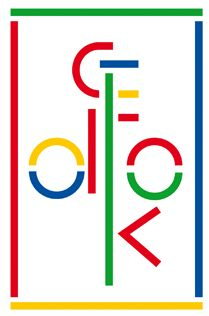
Logo des Bundesverbands der GEDOK

Die Regionalgruppe GEDOK Heidelberg e. V. wurde 1929 gegründet. Der Verein, ein Netzwerk für weibliche Künstler aller Kunstgattungen, ist als gemeinnützige Organisation anerkannt. Die Mitglieder engagieren sich ehrenamtlich. GEDOK bezieht seine finanziellen Mittel aus Beiträgen und Spenden sowie projektgebundenen Zuschüssen. Die Regionalgruppe Heidelberg verfügt derzeit über 100 Mitglieder, darunter Literatinnen, Musikerinnen, Komponistinnen, Bildende Künstlerinnen, Schauspielerinnen sowie sonstige Kunstförderer. Die kulturelle Einrichtung veranstaltet Konzerte, Lesungen, Ausstellungen, seit 2014 kontinuierlich in einer eigenen Galerie und Geschäftsstelle in der Weststadt, Römerstraße 22. Gezeigt werden Einzel- und Gruppenausstellungen von Mitgliedern und Gastkünstlern, begleitet von vielfältigen musikalischen und literarischen Veranstaltungen. Die GEDOK-Galerie ist ein Raum für spartenübergreifende Kunst, offen für Ideen und Projekte zur zeitgenössischen Kunst in Heidelberg. Das alle zwei Jahre stattfindende Format „Tage des offenen Ateliers“ wird vom Kulturamt der Stadt Heidelberg für die teilnehmenden Künstler koordiniert, die selbst Veranstalter ihrer offenen Ateliers sind. Das Format wird von der Stabsstelle Kultur- und Kreativwirtschaft der Stadt Heidelberg sowie vom Heidelberger Forum für Kunst e. V. unterstützt.
Weitere Veranstaltungsorte sind u. a. der Hilde-Domin-Saal in der Stadtbücherei Heidelberg.

## Politik

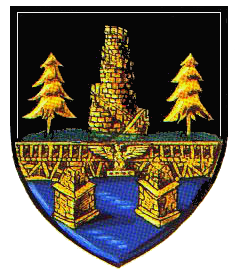
Weststadt-Wappen mit dem Gaisbergturm als Wahrzeichen

Der Weststadter Bezirksbeirat setzt sich 2019 wie folgt zusammen:
| Partei/Liste       | 2019 |
| ------------------ | ---- |
| Grüne              | 7    |
| CDU                | 2    |
| SPD                | 2    |
| Die Linke          | 1    |
| „Die Heidelberger“ | 1    |
| HiB                | 1    |
| FDP                | 1    |
| GAL                | 1    |
| BL                 | 1    |

### Gremium Bezirksbeirat
Die Vertretung des Stadtteils nach innen wird durch den Bezirksbeirat gewährleistet. Er soll ein bürgernahes Funktionieren der Stadtverwaltung sicherstellen. Die Mitglieder des Bezirksbeirats dienen als Ansprechpartner für Probleme direkt vor Ort. Sie werden von der Stadtverwaltung bei vielen Fragen informiert und einbezogen.
Im Jahr 1892 gründeten rund 60 Bewohner der Weststadt den Verein „West-Heidelberg“, der sich die Aufgabe stellte, die Interessen des Stadtteils zu fördern und das Gemeinwesen zu wahren. Seit 1973 feiert der Verein sein Jubiläum mit dem Weststadtfest auf dem Wilhelmsplatz. Seit 1983 findet dort auch das zweite Stadtteilfest statt, das Heidelberger Sommerspektakel.

## Fauna, Flora

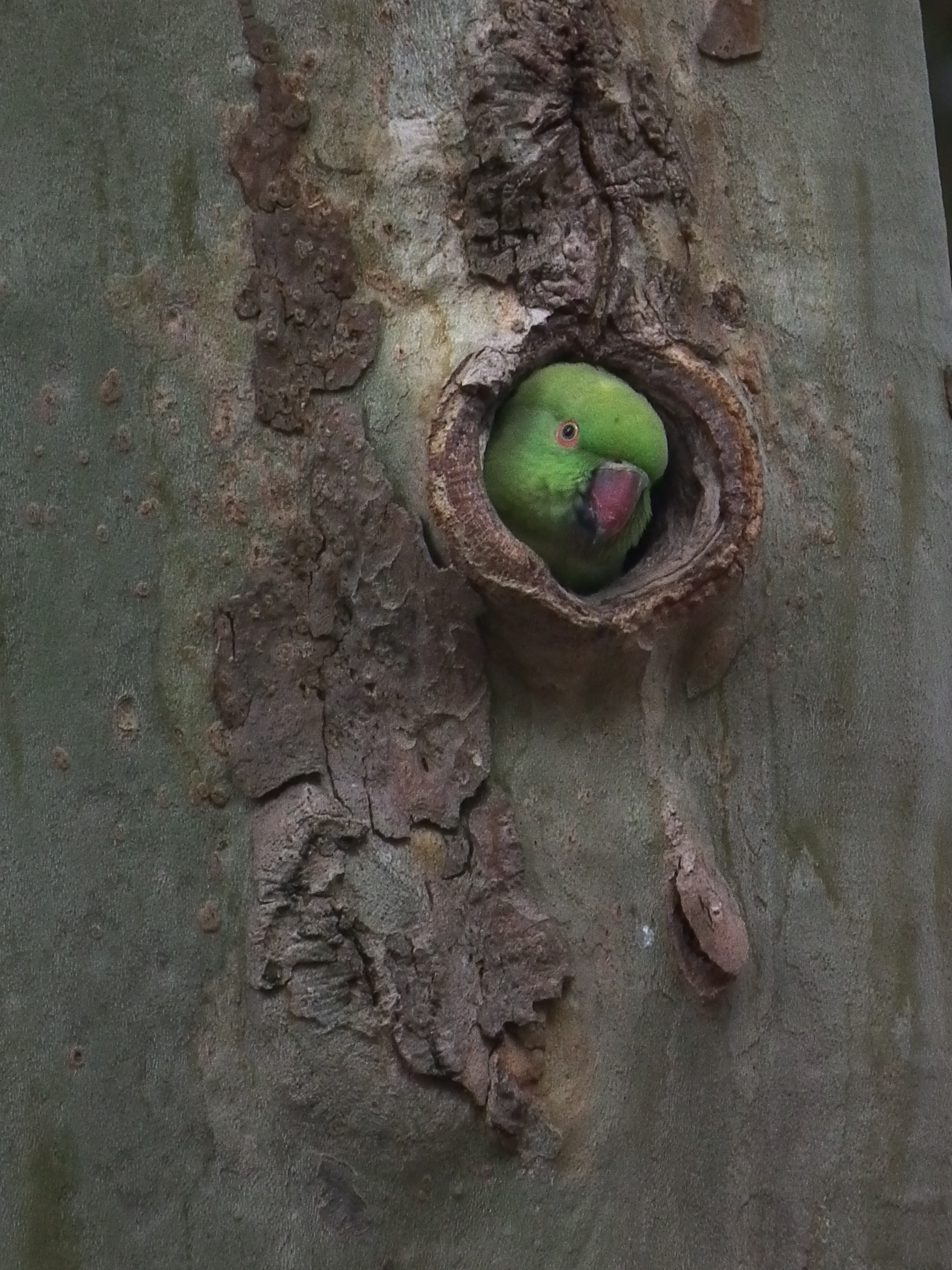
Halsbandsittich, Bruthöhle in einer Platane (Heidelberg)

Die innerstädtische Verbreitung von Pflanzen und Tieren unterscheidet sich in vielen Punkten von den Vorkommen und Habitaten im Offenland. Abgesehen von einigen Naturdenkmalen, z. B. einer Eiche im Innenhof der Ringstraße 13 (END 82210001217), existieren in Weststadt keine ausgewiesenen Schutzgebietsflächen (NSG, LSG). Dennoch finden hier schützenswerte und auch gefährdete Arten geeignete Lebensräume, meist in Form von Sekundärhabitaten. So brütet in der Weststadt der ursprünglich felsenbewohnende Mauersegler, hauptsächlich an den historischen mehrgeschossigen Altbauten (Wohnhäuser, Kirchtürme). Hier werden entsprechende Hohlräume an Dächern und Fassaden, wie Traufen und Rollladenkästen, als Nistplätze genutzt. Die Vögel sind seit über einhundert Jahren hier ansässig und fliegen an warmen Sommerabenden laut rufend um die Häuser. Der mit Gärten und Grünflachen durchsetzte Stadtteil bietet auch vielen Singvögeln geeignete Brut- und Nahrungsplätze. Künstliche Nisthilfen wie Futterstellen auf privaten Grundstücken unterstützen ganzjährig u. a. Meisen, Finken und Hausrotschwänze.
In den bewaldeten Hanglagen an Steigerweg, Oberer Gaisbergweg und Bierhelder Steige finden sich Erdkröten, Feuersalamander und Bergmolche, die teilweise in Gartenteichen und Brunnen ablaichen. Ihre Individuenzahl ist aufgrund von Straßentod und Klimawandel in den letzten Jahren stark rückläufig.
Seit einigen Jahren finden sich im Stadtteil mehrere Populationen von Halsbandsittichen sowohl in den hohen Platanen am Römerkreis als auch im Bergfriedhof. Die Besiedlung des Halsbandsittichs im Rhein-Neckar-Raum begann vermutlich 1973. In Zeiten des fortschreitenden Klimawandels haben die Brutpaare stark zugenommen, auch in Heidelberg.
Der Wolfshöhlenweg, unterhalb des Gaisbergturms, weist auf ein historisches Vorkommen von Wölfen hin.
Platanen Rosskastanien, Esskastanien und Linden sind für die Weststadt typische Baumarten. Im Umfeld der Drei-Tröge-Hütte findet sich ein kleines Vorkommen der Hirschzunge.

## Einwohner mit regionaler Bekanntheit
- Dietrich Hildebrandt (1944–2015), ehemaliges MdL (Bündnis 90/Die Grünen)
- Angelika Köster-Loßack (1947–2020), ehemaliges MdB (Bündnis 90/Die Grünen)
- Horst Hasselbach, ehrenamtlicher Heimatforscher und Heimatrestaurator rund um Heidelberg, mit der Bürgermedaille ausgezeichnet
- Felix Wankel, Erfinder des Wankelmotors

## Sehenswürdigkeiten

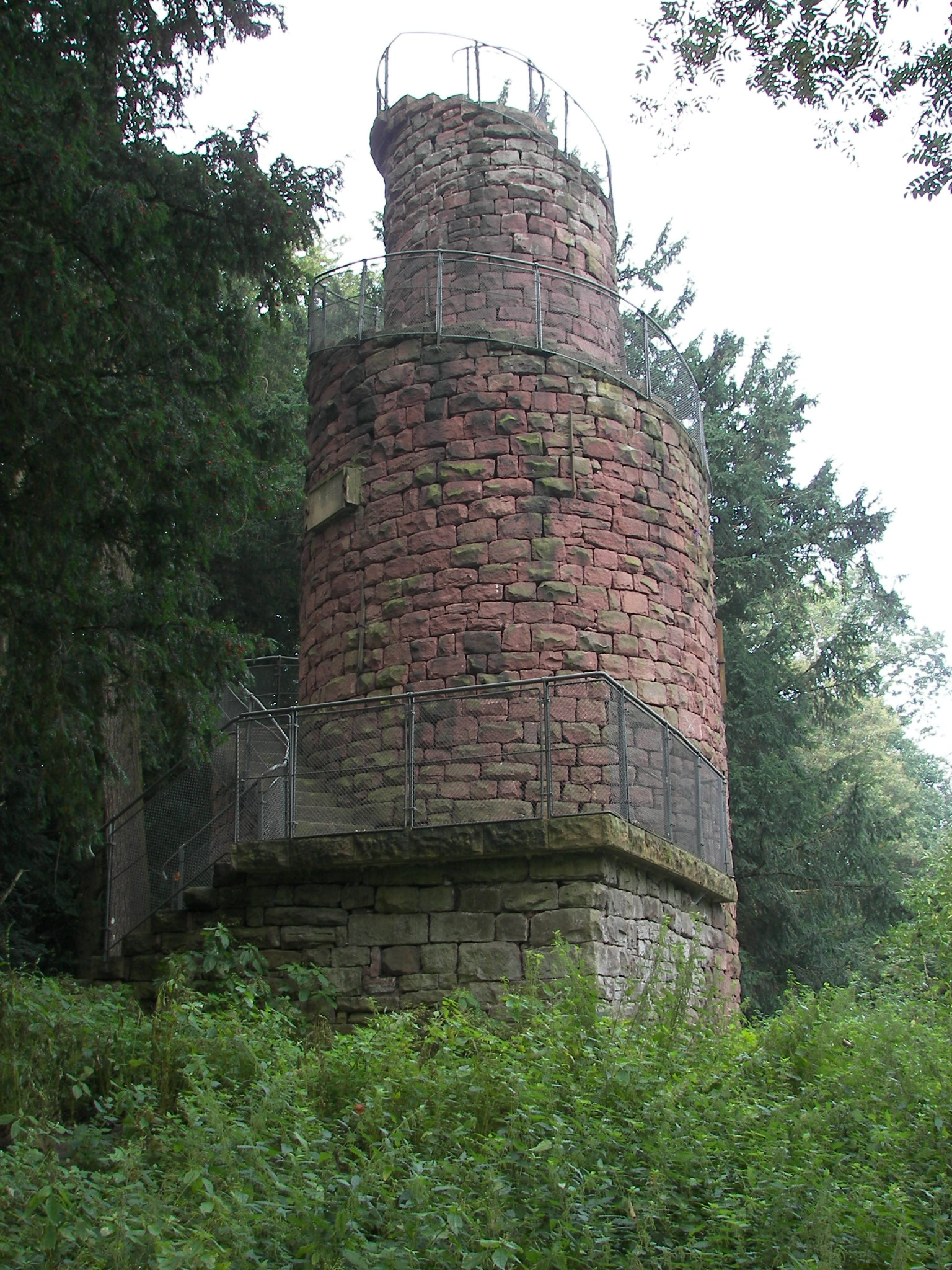
Gaisbergturm im Heidelberger Stadtwald (erb. 1876)

- Christuskirche
- St.-Bonifatius-Kirche
- Bergfriedhof
- Gaisbergturm
- Drei-Tröge-Brunnen